# Kevelaer

Verwaltungsgliederung der Stadt Kevelaer

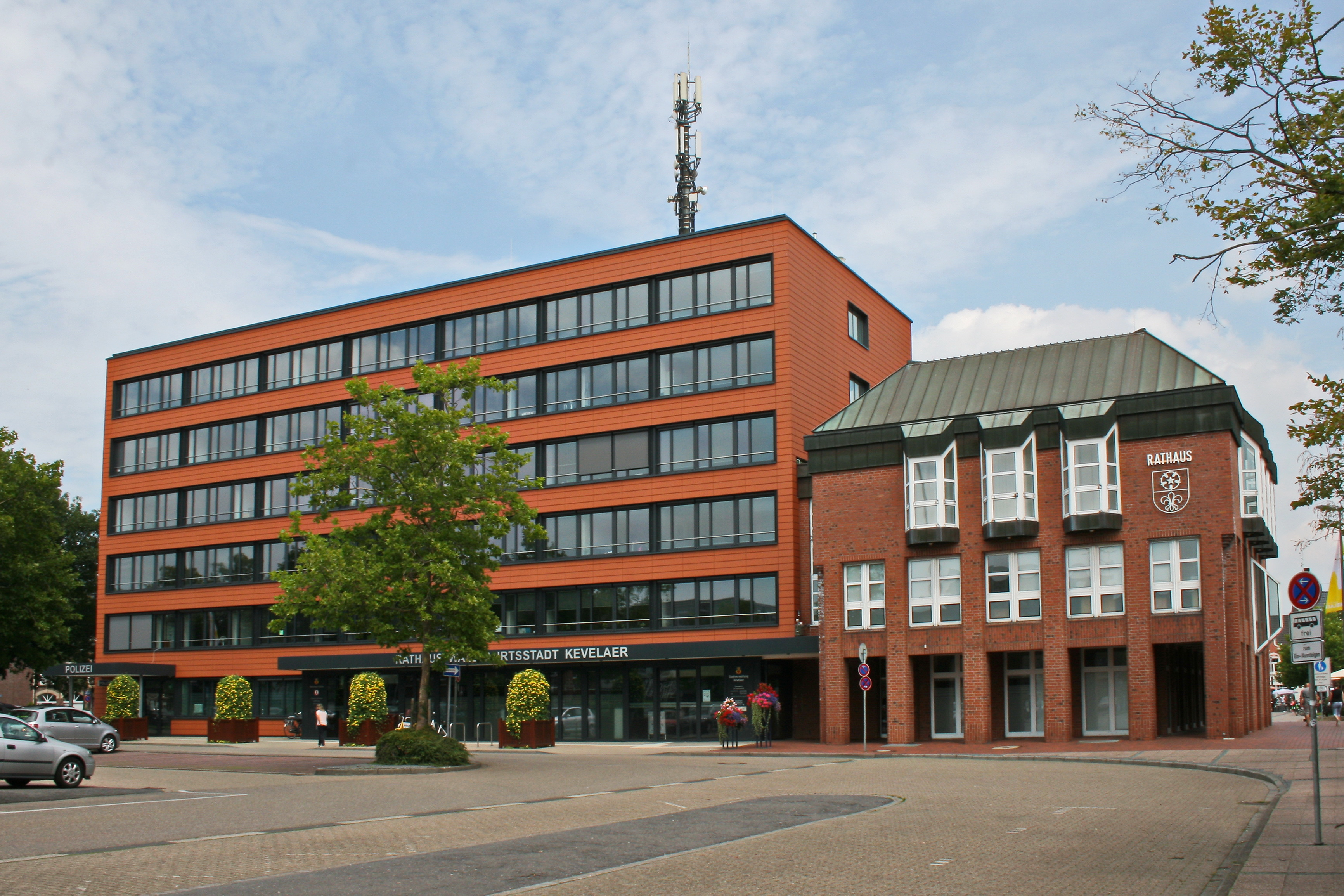
Rathaus

Die Wallfahrtsstadt Kevelaer (Aussprache: [ˈkeːvəlaːɐ̯], mit Dehnungs-e; kleverländisch Kääwel oder Kääweler) liegt am unteren linken Niederrhein im Nordwesten des Bundeslandes Nordrhein-Westfalen. Sie ist eine Mittlere kreisangehörige Stadt des Kreises Kleve im Regierungsbezirk Düsseldorf. Kevelaer ist Mitglied der Euregio Rhein-Waal. Die Stadt ist besonders als einer der wichtigsten Marienwallfahrtsorte Deutschlands bekannt. Seit dem 4. Juli 2024 darf sich Kevelaer offiziell „Staatlich anerkannter Kurort mit Heilquellen-Kurbetrieb“ nennen.

## Geographie

### Räumliche Lage

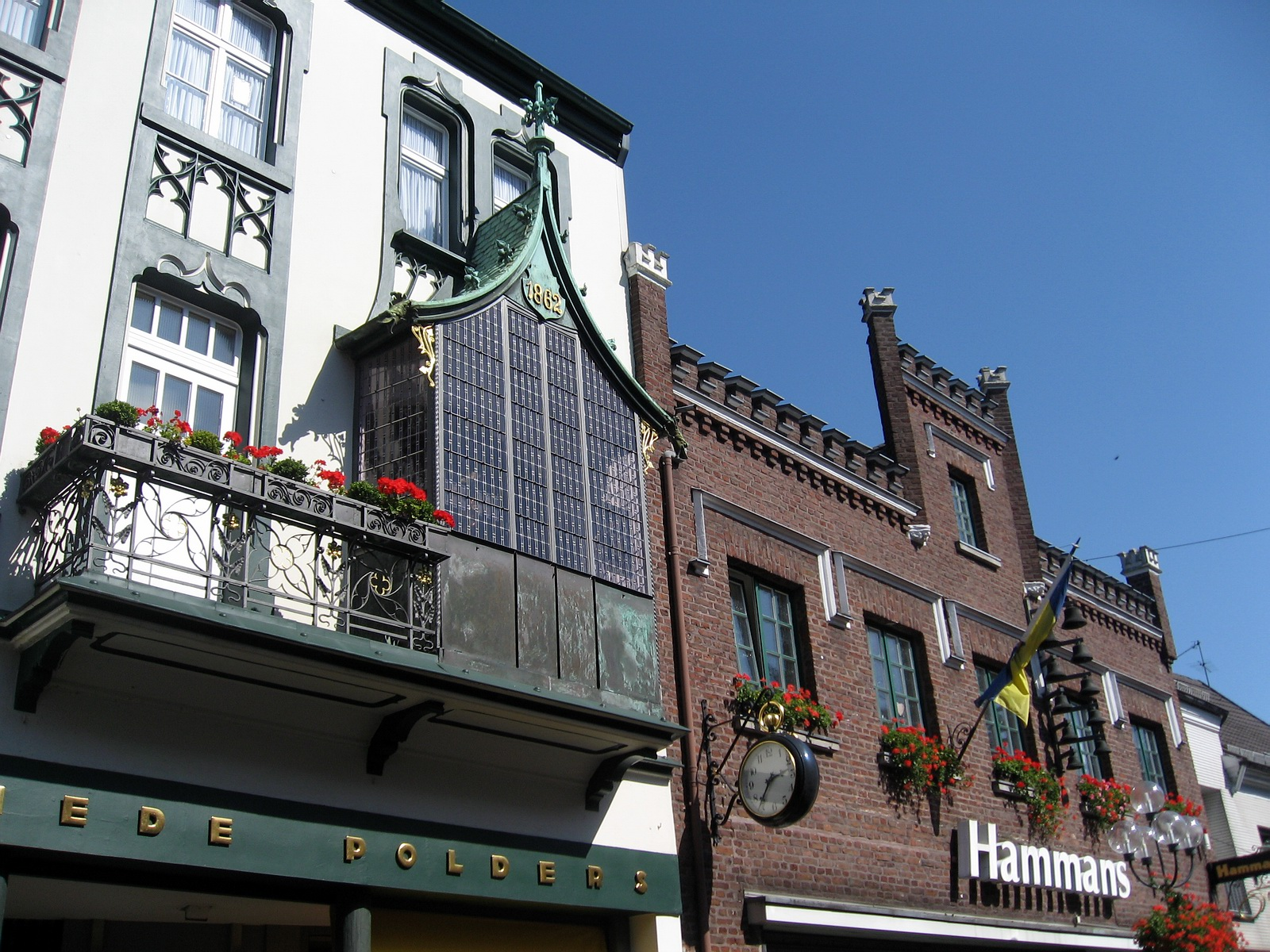
Typische Hausgiebel (Hauptstraße)

Lage von Kevelaer (Ortsteil) in der Stadt Kevelaer

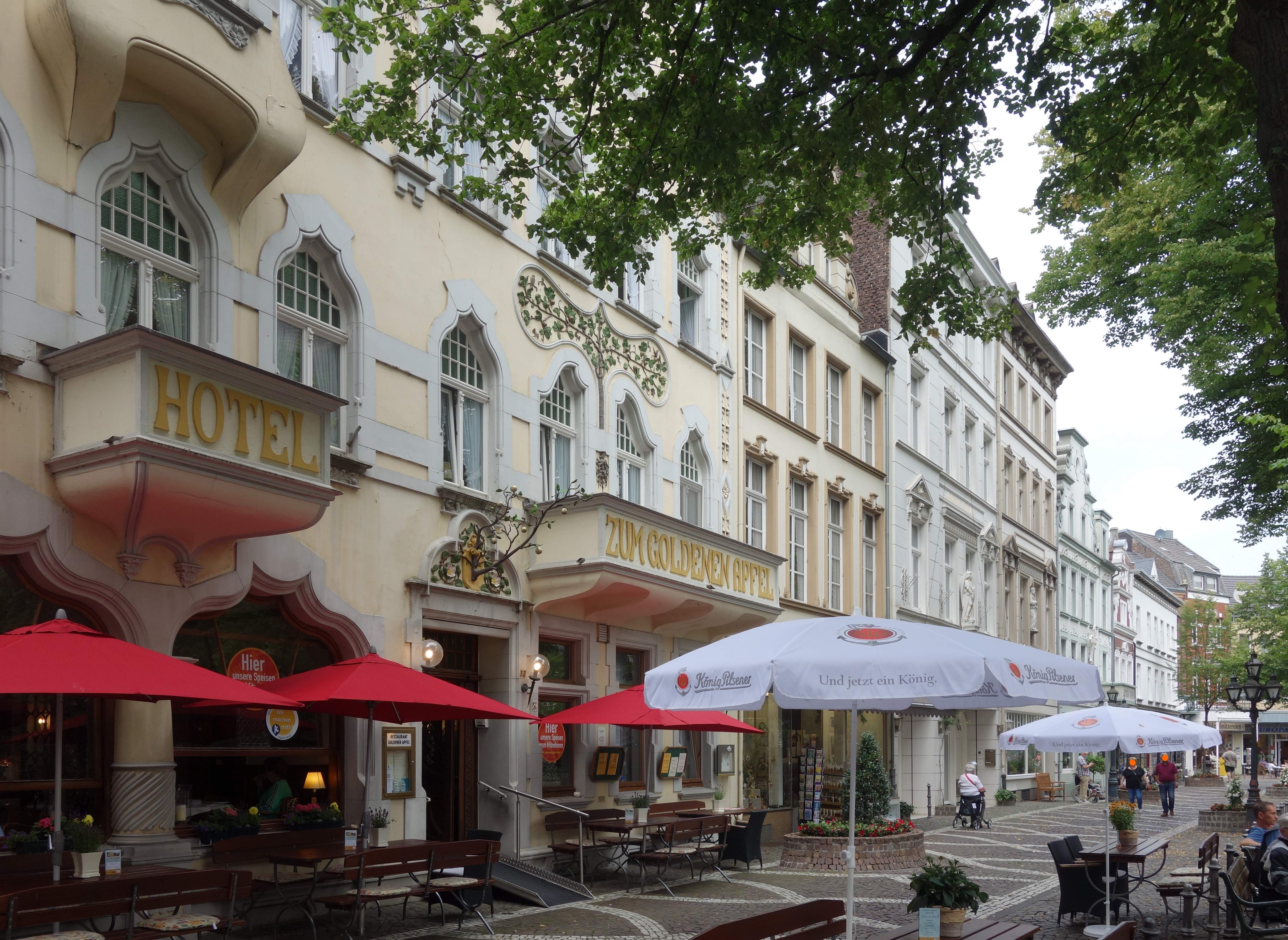
Häuserzeile am Kapellenplatz

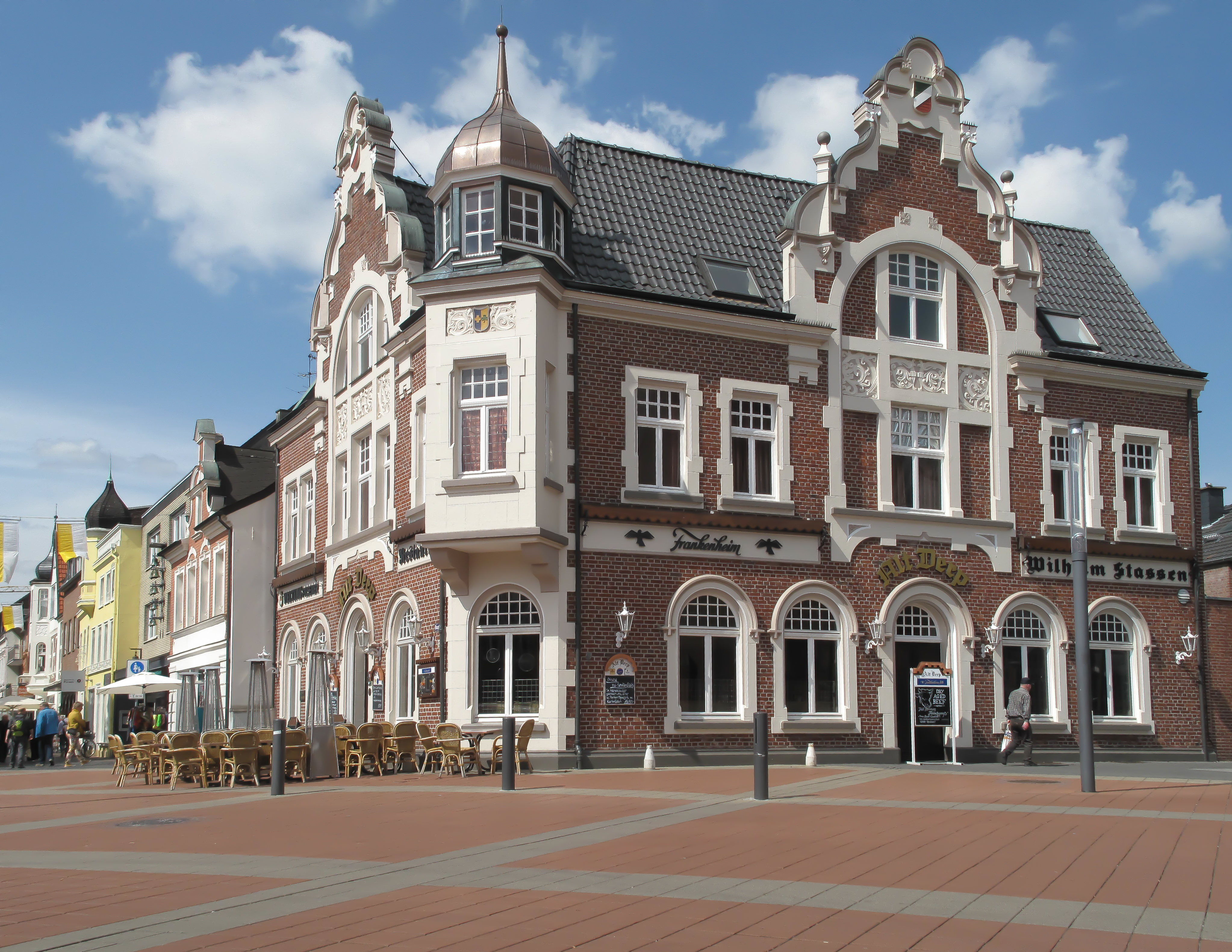
Haus Stassen

Die Stadt Kevelaer liegt in der niederrheinischen Tiefebene, im Zentrum des Kreises Kleve. Die Gewässer Niers, Dondert, Kervenheimer Mühlenfleuth und Issumer Fleuth fließen durch das Stadtgebiet. Die Umgebung ist eingebettet in eine Donkenlandschaft, was sich auch in den Namen der Ortsteile Winnekendonk, Kervendonk, Kolvendonk und Grotendonk widerspiegelt.

### Stadtgebiet
Räumlich ist das Stadtgebiet in die folgenden sechs Stadtteile beziehungsweise Ortschaften gegliedert:
- Kervenheim mit Kervendonk (namensgebender Ort des bis 1969 bestehenden Amtes Kervenheim)
- Kevelaer (vormals Stadt Kevelaer im Amt Kevelaer)
- Kleinkevelaer (Amt Kevelaer)
- Twisteden (Amt Kevelaer)
- Wetten (Amt Kevelaer)
- Winnekendonk (vormals Hauptort des Amtes Kervenheim)[4]

Wappen der eingemeindeten Gemeinden
| Kevelaer bis 1973 | Kervendonk | Kervenheim | Kleinkevelaer |
| ----------------- | ---------- | ---------- | ------------- |

| Twisteden | Wetten | Winnekendonk | Amt Kervenheim |
| --------- | ------ | ------------ | -------------- |

### Nachbargemeinden/-städte
Die Stadt Kevelaer grenzt im Norden an die Gemeinde Weeze, im Osten an die Gemeinden Uedem und Sonsbeck (Kreis Wesel), im Süden an die Stadt Geldern, sowie im Westen an die Gemeinde Bergen (Limburg, NL).

## Geschichte

### Frühzeit und Spätmittelalter
Die ersten Zeugnisse für das Vorhandensein einer Siedlung im Stadtgebiet Kevelaers gehen bis in die ältere Eisenzeit zurück (etwa 800 v. Chr.). Sedimente einer vorzeitlichen Brunnenanlage sowie Urnenfunde deuten darauf hin. Eine erste schriftliche Nachricht über die Bewohner dieses Raums gibt der römische Feldherr Julius Caesar in seiner Beschreibung des Gallischen Krieges (58–51 v. Chr.). Er nennt sie Menapier und meint damit einen Volksstamm im belgischen Gallien, der sich von der Nordsee bis an den Rhein ansiedelte.
Die Gründung des Ortes erfolgte in der Merowingerzeit, wie Reste von Grabfunden belegen, die in den 1960er Jahren gefunden wurden. Sie stammen aus dem mittleren Drittel des 6. Jahrhunderts. Circa 450 m westlich davon wurden nahe der heutigen Antonius-Kirche bei Ausgrabungen Scherben des 9. Jahrhunderts gefunden, die die Lage der ersten Siedlung anzeigen.
Urkundlich wird Kevelaer erstmals am 10. Mai 1300 erwähnt. Bei dieser Urkunde handelt es sich um eine Verkaufsurkunde über einen Bauernhof. Zu dieser Zeit besteht Kevelaer aus Bauernhöfen und Katen und befindet sich zu großen Teilen im Besitz des Stiftes Xanten und des Klosters Graefenthal. Die Bauerschaften Kevelaer und Wetten bildeten einen Gerichtsbezirk und gehörten im Spätmittelalter zum Niederamt Geldern der Grafschaft Geldern. Am 19. März 1339 wurde die Grafschaft zum Herzogtum erhoben. Die heutigen Gemeinden Kervenheim und Winnekendonk gehörten zu diesem Zeitpunkt dem Herzogtum Kleve an.

### Spanische Niederlande (Generalstaaten)
Durch den Vertrag von Venlo vom 12. September 1543 wurde das Herzogtum Geldern in seiner damaligen Form aufgehoben und zu einer der 17 Provinzen der Spanischen Niederlande erklärt. 1559 erfolgte eine Bistumsreform durch Margarethe von Parma, wodurch die Bauerschaften Kevelaer, Twisteden und Wetten, die bis dahin zum Erzbistum Köln gehörten, dem neuen Bistum Roermond unterstellt wurden. Winnekendonk und Kervenheim verblieben im Erzbistum Köln.
In den Jahren 1578 und 1633 verbreitete sich die Pest am Niederrhein, wovon auch Kevelaer betroffen war. Im Krieg um die Vorherrschaft in den Spanischen Niederlanden marschierten niederländische Truppen in die Stadt Geldern ein und plünderten die umliegenden Dörfer Kevelaer, Twisteden und Wetten. Zudem wurde die Ausübung der katholischen Religion verboten. 1586 wurde die Pfarrkirche des unbesetzten, im Herzogtum Kleve gelegenen Winnekendonk von Spaniern geschändet.

### Dreißigjähriger Krieg und Westfälischer Frieden

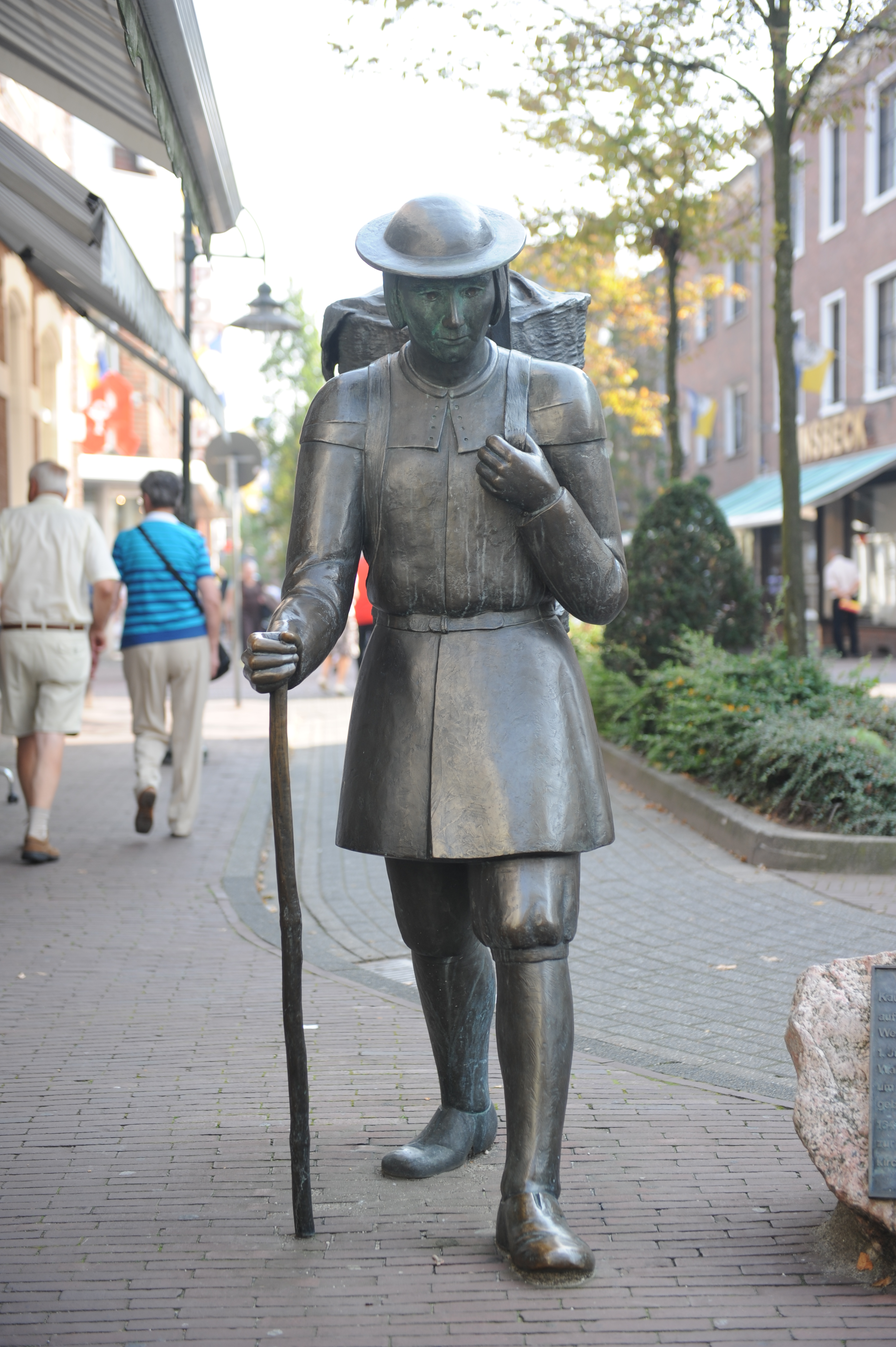
Statue Hendrick Busmann in der Busmannstraße von Erika Rutert, aufgestellt 1989

1614, wenige Jahre vor dem Dreißigjährigen Krieg, fiel das Herzogtum Kleve an das protestantische Kurbrandenburg. Mitten durch das heutige Stadtgebiet verlief eine neue Staatsgrenze. Kervenheim und Winnekendonk gehörten nun zum protestantischen Brandenburg, und Kevelaer, Twisteden und Wetten gehörten zu den katholischen Spanischen Niederlanden. Ende Juli 1635 zogen zunächst niederländische, dann spanische und kroatische Reitertruppen durch Kevelaer. Die kroatischen Söldner stürmten am 1. August die Schanze in Kevelaer und töteten 100 Dorfbewohner. An dieses Ereignis erinnern die Kroatenstraße und das sogenannte Kroatenkreuz in Kevelaer.

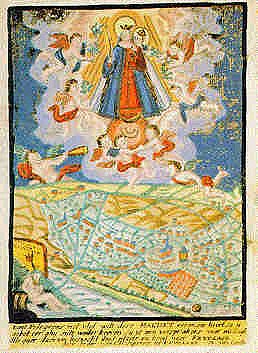
Wallfahrtsbildchen mit dem ältesten Ortsplan Kevelaers

Das wohl wichtigste Datum für die Geschichte Kevelaers ist der 1. Juni 1642. Der geldrische Händler Hendrick Busmann hörte der Legende nach kurz vor Weihnachten 1641 an der Kreuzung der alten Handelsstraßen Amsterdam–Köln und Münster–Brüssel dreimal den geheimnisvollen Ausruf: „An dieser Stelle sollst du mir ein Kapellchen bauen!“. Am 1. Juni 1642 weihte der Pfarrer von Kevelaer ein Bildstöckchen an der Wegkreuzung und setzte einen Kupferstich der Gottesmutter Maria „Consolatrix Afflictorum“ (Trösterin der Betrübten) von Luxemburg ein. Damit beginnt die Geschichte der Wallfahrt in Kevelaer (siehe unten).
Durch den 1648 geschlossenen Westfälischen Frieden wurde die Situation für die Bevölkerung in Kevelaer und Umgebung allerdings nicht ruhiger und besser, da sie immer wieder Opfer von Plünderungen wurde. Mit Ausbruch des Holländischen Krieges 1672 wurden Kevelaer, Twisteden und Wetten sowie Kervenheim und Winnekendonk von französischen, kölnischen und münsterschen Truppen besetzt und waren wiederholt von Raubzügen der Franzosen betroffen. Im Jahre 1689 wurde die Pfarrkirche in Winnekendonk erneut geplündert und abgebrannt, ebenso wurden etwa 90 Häuser und Bauernhöfe in Kervenheim und Winnekendonk vernichtet. Einige Jahre später, während des Spanischen Erbfolgekriegs 1702, stürmten französische Truppen Kevelaer, wobei Häuser geplündert und zerstört sowie bis zu 80 Bürger getötet wurden.
Im folgenden Jahr 1703 belagerten preußische Truppen die Festung Geldern. Die Belagerung dauerte circa ein Jahr an, bis Geldern kapitulierte. Neben Kervenheim und Winnekendonk, die schon zu Preußen gehörten, fielen mit dem Frieden von Utrecht 1713 auch Kevelaer, Twisteden und Wetten an Preußen. Kirchlich unterstand Kevelaer weiterhin dem Bistum Roermond, das zu dieser Zeit österreichisch wurde.

### Französische Besatzung (Koalitionskriege)
Im April 1792 begann der Erste Koalitionskrieg gegen Frankreich, an dem auch Preußen teilnahm. Im Zuge des Krieges wurden Kevelaer und Kervenheim noch im Dezember desselben Jahres durch französische Truppen besetzt. Das Gnadenbild versteckte man zum Schutz vor den Besatzern in der St.-Antonius-Pfarrkirche. Die Franzosen erpressten vom 1647 gegründeten Kloster der Oratorianer beziehungsweise der Bevölkerung circa 100 Pfund Fleisch und 200 Pfund Brot, kurz darauf nahmen sie die Patres als Geiseln. Zu ihrer Auslösung wurden etwa 3000 bis 4000 Taler gezahlt.
Nach einer kurzen Aufhebung der Besatzung marschierten französische Truppen 1794 erneut in das Rheinland ein und konnten diesmal die französische Staatsgrenze bis zum Rhein ausweiten. Durch den Frieden von Basel im Jahr 1795 wurde das gesamte linksrheinische Gebiet mit Kevelaer französisch. Schnell wurden dabei in der Franzosenzeit französische Strukturen im Rheinland aufgebaut. Kevelaer gehörte zum Arrondissement de Clèves im Département de la Roer. Drei Jahre später entstand die Mairie (später Bürgermeisterei) Kevelaer, zu der die Gemeinden Kevelaer, Kleinkevelaer, Twisteden und Wetten gehörten.
Im selben Jahr wurden Prozessionen im Freien verboten und sämtliche Kreuze an Wegen und Kirchen entfernt, was verständlicherweise einen schweren Schlag für den Wallfahrtsort Kevelaer darstellte. 1801 wurde das Bistum Roermond aufgelöst und Kevelaer dem Bistum Aachen zugeordnet. Im Sommer des folgenden Jahres wurden durch Konsularbeschluss alle Klöster aufgelöst, auch das Oratorianerkloster in Kevelaer. Infolge der von den Franzosen betriebenen Säkularisation befanden sich die Gnaden- und Kerzenkapelle von 1802 bis 1806 in staatlichem Besitz.

### Vormärz (Preußen)
Mit dem Ende der Herrschaft Napoleons wurde Kevelaer 1814/1815 durch die Entscheidungen auf dem Wiener Kongress wieder preußisch und gehörte dem neuen Clevischen Bezirk im Generalgouvernement Niederrhein an. Durch den Ausbruch des Tambora von 1815 kam es zu verheerenden Regenfällen, bei denen die Niers über die Ufer trat. Die schrecklichen Folgen waren Missernten und Hungersnöte, von denen Kevelaer nicht verschont blieb.
1816 wurde der Regierungsbezirk Kleve geschaffen. Kevelaer, im Kreis Geldern gelegen, war weiterhin eine Bürgermeisterei, die die Ortschaften Kevelaer, Twisteden und Wetten umfasste, und gehörte bis 1975 zum Kreis Geldern. Kervenheim und Winnekendonk, die seit 1969 zur Stadt Kevelaer gehören, bildeten die Bürgermeisterei Kervenheim. 1821 wurde Kevelaer nach 20 Jahren im Bistum Aachen erneut einem anderen Bistum unterstellt. Seither gehört es zum Bistum Münster.
In Kevelaer, wo eine niederfränkische Mundart gesprochen wird, löste dann ein Beschluss des Bischofs von Münster und der preußischen Herrschaft Unmut aus. Predigten und Schulunterricht mussten ab sofort auf Hochdeutsch gehalten werden. Ebenso wurden neue Gebetbücher in deutscher Sprache gedruckt. Für die Menschen in Kevelaer war das damals eine kaum verständliche Sprache. Bis heute wird in Kevelaer noch von einigen Altersgruppierungen das Kevelaerer Platt gesprochen.
1822 wurde nach nur sechs Jahren der Regierungsbezirk Kleve aufgelöst und dem Regierungsbezirk Düsseldorf angeschlossen. Im selben Jahr wurde auch eine Armenkommission für die Bürgermeisterei Kevelaer gegründet, welche die ersten Grundzüge des heutigen Sozialwesens trug.
In den 1820er Jahren wurden Wallfahrten, vor allem aber solche mit Übernachtungen, durch den Bischof von Münster und die preußische Herrschaft verboten. Dieses Verbot, das die Kevelaerer zum wiederholten Male beträchtlich traf, wurde erst um 1840 aufgehoben.

### Märzrevolution
1831 wurde Kevelaer vom späteren Kaiser Wilhelm I. und zwei Jahre später, 1833, vom preußischen Kronprinzen Friedrich Wilhelm IV. besucht. Nach dem Besuch des Kronprinzen wurden die Verbote gegenüber der Wallfahrt etwas gelockert. Zwölf Jahre später suchte der Kronprinz, dann jedoch als König von Preußen, den Wallfahrtsort erneut auf. 1848 trat die nach der Niederschlagung der Revolution von 1848 vom König oktroyierte Preußische Verfassung in Kraft. Kevelaer selber wurde von der Märzrevolution kaum tangiert. Es ist nur bekannt, dass sich in Kervenheim einige Übergriffe auf Besitzer und deren Eigentum ereignet haben sollen.
Drei Jahre nach der Revision der Verfassung wurde 1853 in Winnekendonk ein Rathaus am heutigen Alten Markt gebaut. Mit dem Bau übernahm Winnekendonk die Verwaltung der Bürgermeisterei Kervenheim. Ebenso wurde in den 1850er Jahren mit dem Bau einer Eisenbahnanbindung und Eisenbahnstation begonnen, deren Bauarbeiten 1863 abgeschlossen wurden.

### Kulturkampf
War Kevelaer von der Märzrevolution noch kaum betroffen, so änderte sich dies 1871 durch den vom Reichskanzler Otto von Bismarck initiierten Kulturkampf. Zwischen 1871 und 1873 wurden der Kanzelparagraph eingeführt, der Jesuitenorden verboten und zum Höhepunkt des Kulturkampfes die Maigesetze erlassen. Im Oktober 1873 predigte der Mainzer Bischof Wilhelm Emmanuel von Ketteler, dem mehr als 25.000 Menschen nach Kevelaer gefolgt waren, gegen diese Erlasse.
In dieser Zeit wurden im Regierungsbezirk Düsseldorf nur noch Prozessionen erlaubt, die schon seit Jahrzehnten zu einem Wallfahrtsort pilgerten. Im Zuge des Kulturkampfes wurde das Kevelaerer Priesterhaus beschlagnahmt. Die Polizisten, die die Ausführung verweigerten, wurden aus dem Dienst entlassen. Im Gegenzug wurden diejenigen, die bei der Beschlagnahmung mitwirkten, für knapp zwei Jahre exkommuniziert. Durch den nun offen ausgetragenen Kampf zwischen der Staatsgewalt und der katholischen Kirche war die Existenz der Kevelaerer Wallfahrt bedroht.
Im Mai 1879 wurde das Kevelaerer Volksblatt (auch Kävels Bläche, Kevelaerer Blatt) durch Elisabeth Ingmanns gegründet. Im Untertitel hieß es damals „für Thron und Altar“. Mit dem sich nähernden Ende des Kulturkampfes kaufte die Gemeinde Kevelaer 1880 den heutigen Marktplatz, auf dem ein wöchentlicher Markt stattfand und immer noch stattfindet. Ein Jahr später begannen die Bauarbeiten für das Marienhospital in Kevelaer.
1882 ereignete sich ein Großbrand im Zentrum der Gemeinde Kevelaer, welche noch nicht über eine Freiwillige Feuerwehr verfügte. Zahlreiche Häuser und Scheunen fielen den Flammen zum Opfer, zugleich wurden jedoch auch neue Möglichkeiten zur Bebauung geschaffen, die im Sinne der Wallfahrt auch genutzt wurden. 1884 wurde dem Pfarrer von Kevelaer das Privileg verliehen, an den Marienhochfesten den päpstlichen Segen zu erteilen, dieses besteht bis heute.
Im Jahr des 250-jährigen Bestehens der Kevelaerer Wallfahrt, 1892, wurde dem Gnadenbild durch den Papst eine goldene Krone verliehen. Diese wurde in einer Kevelaerer Goldschmiede hergestellt und durch Votivgaben geschmückt. Durch diese Krönung wurde das Gnadenbild in die von Rom anerkannten und bestätigten Gnadenbilder aufgenommen. Im Jubiläumsjahr 1892 gründeten Klarissen ein Kloster in Kevelaer.

### Jahrhundertwechsel und Erster Weltkrieg

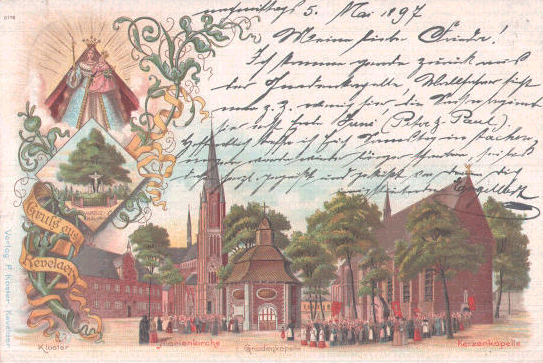
Ansichtskarte von Kevelaer um 1897 – Priesterhaus, Marienkirche, Gnadenkapelle, Kerzenkapelle

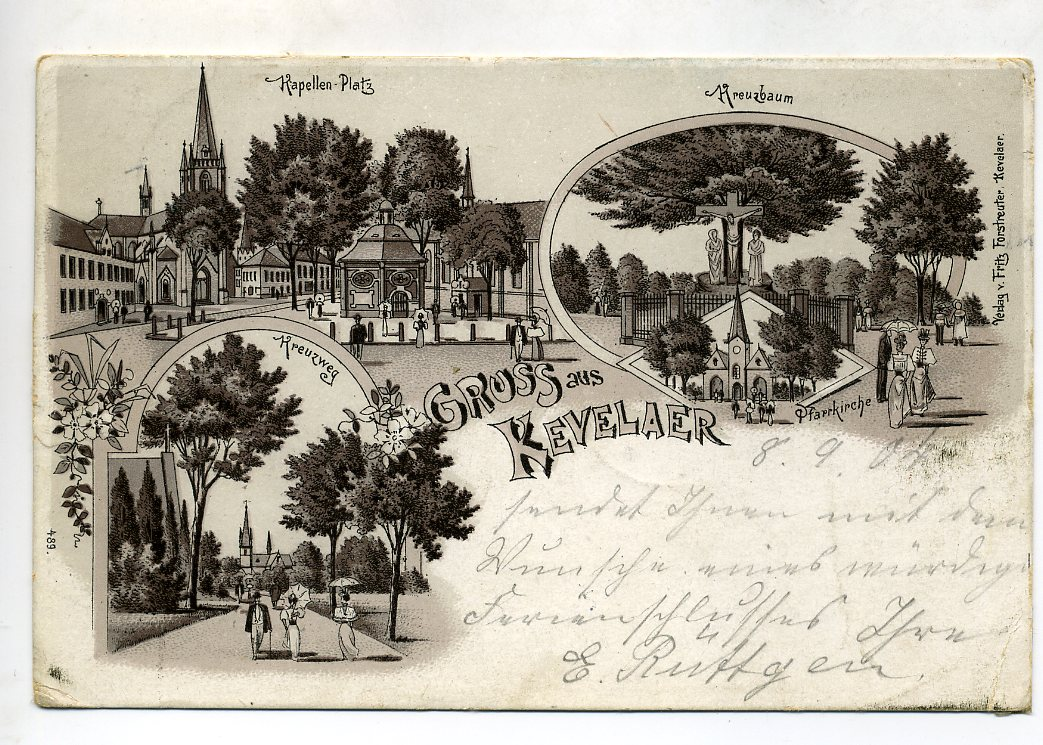
Ansichtskarte von Kevelaer um 1904 – Pfarrkirche, Kreuzbaum, Kreuzweg, Kapellen-Platz

1900 wurden in der Pfarrkirche Wetten während des Abbruchs des Hochaltars vier Reliquien entdeckt. Eine davon stammte vom Hl. Klemens.
Vier Jahre später wurde mit dem Bau des Kevelaerer Wasserturms begonnen. Die Arbeiten wurden 1905 abgeschlossen. Statt über Privatbrunnen sollten die Kevelaerer nun über diese zentrale Stelle mit Wasser versorgt werden. 1906 floss das erste Leitungswasser.
Im Ersten Weltkrieg war Kevelaer Garnisonsstadt, bekam aber außer der Einquartierung von Soldaten und der Aufhebung des Bahnverkehrs direkte Kriegsfolgen kaum zu spüren.

### Weimarer Republik
Dies änderte sich erst 1918 mit der Niederlage Deutschlands und der folgenden Besatzung Kevelaers durch belgische Truppen (Alliierte Rheinlandbesetzung). Die Bewohner wurden mit strikten Auflagen konfrontiert. Personen, die uniformierte Besatzer nicht grüßten, wurden inhaftiert. In den Hausfluren mussten Hausbewohnerverzeichnisse ausgehängt werden. Es bestand ein nächtliches Ausgehverbot. Briefe, die länger als zwei Seiten waren, wurden nicht befördert. Alle Briefe wurden von einer Behörde überprüft und gegebenenfalls zensiert. Lebensmittel wie Brot, Fleisch und Fett waren rationiert. Man erhielt sie nur gegen Lebensmittelkarten. Die belgische Besatzung blieb bis 1926.
Ende 1919 fanden die ersten Wahlen zur Nationalversammlung der Weimarer Republik und die ersten Gemeindewahlen in Kevelaer statt. Im Rheinland entstand eine Separatistenbewegung, die 1923 die Rheinische Republik ausrief. Im Siebengebirge kam es deshalb zur Schlacht von Aegidienberg, bei der 14 Separatisten ums Leben kamen. Unter ihnen sollen auch Personen aus Kevelaer gewesen sein.
Im Oktober 1920 fand der Niederrheinische Katholikentag in Kevelaer statt.
1923 wurde die Marienkirche zur päpstlichen Marienbasilika erhoben.
Während der Inflation in der Weimarer Republik druckte Kevelaer 1921 eigenes Notgeld. Die Scheine zeigten unter anderem als Motive das Wappen Kevelaers, die Gnadenkapelle, die Gottesmutter Maria und Bauern in der Kevelaerer Tracht mit den Worten „Dor hör ek t’hüß“ („dort bin ich zu Hause“).

### Zeit des Nationalsozialismus
Die Zeit des Nationalsozialismus hinterließ auch in Kevelaer Spuren. Anfänglich war es politisch noch durch die Zentrumspartei bestimmt, dies änderte sich erst in späteren Jahren. Auch im Kevelaerer Volksblatt wurde deutlich Position gegen den Nationalsozialismus bezogen.
In der Ratssitzung vom 11. April 1933 wurde einstimmig beschlossen, das Ehrenbürgerrecht der Gemeinde an Hindenburg und Hitler zu verleihen. Dies wurde umgehend telegraphisch mitgeteilt. In der Sitzung am 11. Juni 2003 wurde Hitler aus der Liste der Ehrenbürger gestrichen, da eine förmliche Aberkennung nicht möglich war. Dies geht nur für verurteilte Kriegsverbrecher. Hitler konnte aber nicht verurteilt werden, da er sich durch Selbstmord einer Verurteilung entzogen hatte.
Für den 29. Juni 1934 war ein Besuch Hitlers und seines Stellvertreters Rudolf Heß über den Essener Gauleiter Josef Terboven geplant. Aktionen des Reichspräsidenten von Hindenburg veranlassten laut Himmler dann Hitler und seine Gefolgschaft, vorher nach Bad Godesberg abzureisen und nicht nach Kevelaer zu kommen.
In den 1930er und 1940er Jahren wandte sich der Kevelaerer Maler Karl Wenzel der profanen Malerei zu. Seine naturalistische Arbeitsweise und sein „völkischer Malstil“, der inhaltlich und formal den Kunstvorstellungen des Nationalsozialismus entsprach, fanden großen Anklang. Ab 1937 erfolgten Ausstellungen mit Aquarellen und Radierungen im Folkwang-Museum der Künstler aus dem Gau Essen, in Rheine und Kevelaer. 1943 war er mit mehreren Ölbildern in einer Ausstellung im Münchener Haus der Deutschen Kunst vertreten.
Über jüdisches Leben in Kevelaer während der NS-Zeit liegen bislang keine gesicherten Hinweise auf eine ortsansässige jüdische Gemeinde vor. Anders als in den benachbarten Städten sind bisher keine gezielten antisemitischen Ausschreitungen dokumentiert. Eine umfassende Aufarbeitung zur jüdischen Geschichte Kevelaers steht jedoch noch aus. Es gab in Kevelaer sowohl Mitglieder der SA als auch die Hitlerjugend, und die lokale Politik sprach sich für den Nationalsozialismus aus. Der Grundstein für das neue Haus der Heimat im Marienpark wurde 1937 gelegt, im Frühjahr 1938 das Kreismuseum eröffnet, in dem Errungenschaften des Dritten Reiches ausgestellt wurden. Beide fielen den Fliegerbomben 1945 zum Opfer.
In dieser Zeit musste auch die Wallfahrt einen Teil einbüßen. So stellte die Reichsbahn keine Sonderzüge mehr bereit.

### Zweiter Weltkrieg

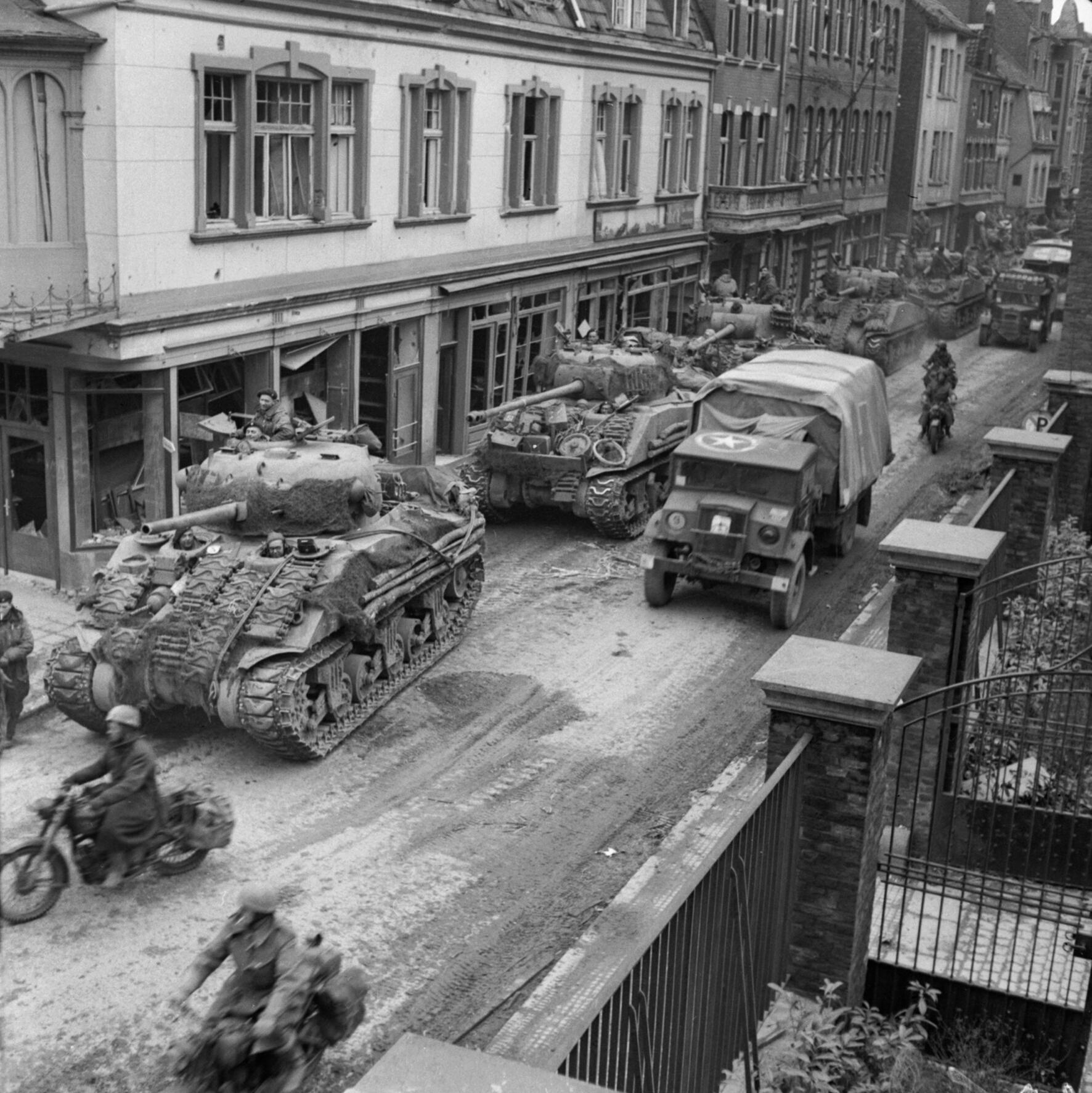
Britische Panzer in Kevelaer, 4. März 1945

Wie bereits während der französischen Besatzung und während des Ersten Weltkrieges wurde das Gnadenbild auch im Zweiten Weltkrieg versteckt. Im April 1940 wurde ein Aufklärungsflugzeug der Royal Air Force bei Kevelaer abgeschossen. Bis Anfang des Jahres 1943 spürte die Gemeinde Kevelaer selber kaum etwas von den Bombenangriffen, die auf Nachbargemeinden geflogen wurden. Kevelaer selbst wurde vorerst verschont, da die Marienbasilika ein wichtiger Orientierungspunkt der britischen Flieger war.
In der Nacht vom 8. auf den 9. April 1943 wurden etwa 300 Brandbomben auf Kevelaer und umliegende Orte abgeworfen. Mehrere Bauernhöfe in Winnekendonk brannten aus.
Im September, Oktober und November 1944 erfolgten mehrfach Ankündigungen und Anordnungen zur Evakuierung Kevelaers; der größte Teil der Bevölkerung ignorierte diese und blieb in Kevelaer. Ab Ende Januar erhöhte das NS-Regime den Druck. Am 5. Februar 1945 griffen über 1000 Mann „grüne Polizei“ der SS rigoros durch, um Kevelaer zu räumen.
Vom 7. bis 22. Februar 1945 tobte nördlich von Kevelaer im Raum Kleve die Schlacht im Reichswald; die Front kam näher.
Kevelaer erlitt schwere Luftangriffe am 9., am 11. und am 15. Februar sowie am 1. März 1945.
Am 28. Januar 1945 wurde Winnekendonk von 8 bis 11 Uhr bombardiert und großenteils zerstört.
Am 3. März 1945 frühmorgens rückten britische und kanadische Truppen kampflos in Kevelaer ein.

### Gegenwart
Drei Jahre nach dem Ende des Zweiten Weltkriegs fand in Kevelaer im April 1948 der erste internationale Kongress der katholischen Friedensbewegung statt. Der Besuch des französischen Bischofs Pierre-Marie Théas gehörte zu den ersten, weithin beachteten Initiativen zur Völkerversöhnung zwischen Franzosen und Deutschen. Am 3. April 1948 wurde in Kevelaer auch formell die deutsche Organisation von Pax Christi gegründet. In den Jahren 1958, 1973 und 1988 fanden in Kevelaer weitere Pax-Christi-Treffen statt.
Die Gemeinde Kevelaer erhielt per Erlass des Innenministers des Landes Nordrhein-Westfalen am 25. Mai 1949 das Stadtrecht.
1985 fanden die erste Motorradwallfahrt und das erste Weltmusikfestival (anfangs als Internationales Folkfestival) statt, die seitdem jährlich durchgeführt werden.
Im Jahre 1987 besuchten Papst Johannes Paul II., Mutter Teresa und Joseph Kardinal Ratzinger Kevelaer anlässlich des Marianischen Weltkongresses.
Seit dem 4. Juli 2024 trägt die Wallfahrtsstadt Kevelaer das Prädikat „Staatlich anerkannter Kurort mit Heilquellen-Kurbetrieb“. Die offizielle Urkunde übergab Regierungspräsident Thomas Schürmann an Bürgermeister Pichler. Kevelaer ist die erste Stadt in Nordrhein-Westfalen mit diesem Prädikat.

### Entstehung und Entwicklung der Wallfahrt

#### Anfänge der Wallfahrt
Um die Weihnachtszeit des Jahres 1641 vernahm der Handelsmann Hendrick Busman (auch Hendrik Busmann), als er an einem Hagelkreuz betete, eine geheimnisvolle Stimme, die ihm sagte: „An dieser Stelle sollst du mir ein Kapellchen bauen!“ (Op deze plaats sult gij mij een kapelleken bouwen!). Im Verlauf der nächsten Tage hörte Busman auf seinem alltäglichen Weg von Weeze nach Geldern, nahe dem Dorf Kevelaer in der Kevelaerer Heide, die besagte Stimme noch zweimal bei seinen täglichen Gebeten. Obwohl der Händler nicht reich war, führte er diesen Auftrag aus.
Einen Monat vor Pfingsten im Jahr 1642 hatte seine Frau Mechel Schrouse eine nächtliche Erscheinung. Sie sah in einem großen glänzenden Licht ein Heiligenhäuschen mit einem Bildchen der Gottesmutter Maria „Consolatrix Afflictorum“ (Trösterin der Betrübten) von Luxemburg, das ihr einige Zeit zuvor von zwei Soldaten zum Kauf angeboten worden war. Hendrick Busman sah sich in seinem Erlebnis bestätigt und beauftragte seine Frau damit, die beiden Soldaten ausfindig zu machen und das Bild zu kaufen. Mechel traf in Kempen einen Leutnant, der nun die beiden angebotenen Bildchen besaß, und kaufte ihm eines der Bildchen ab.

Kevelaer um 1656
(Kloster, Gnadenkapelle, Kerzenkapelle)

Zuerst wurde das Bild in Geldern aufbewahrt und geehrt. Die Kapuziner aus Geldern und die Gemeinde verlangten, das Bildchen in einer Prozession nach Kevelaer zu überführen, was allerdings nicht geschah. Stattdessen wurde das Bildchen vom damaligen Pfarrer der Kevelaerer Antoniuskirche, Johannes Schink, am 31. Mai abgeholt und am Sonntag, dem 1. Juni 1642, in das Kapellchen eingesetzt. Noch am selben Tag soll eine nicht geringe Anzahl von Menschen aus Geldern und den umliegenden Ortschaften zu dem Heiligenhäuschen gekommen sein. Dort steht heute noch unter einem Wappenschild mit Kreuz und Blätterzweig geschrieben: „Ano 1642 Hendrick Busman – Mechel Scholt gegev“.
Im Jahr 1647 wurden die Ereignisse der Jahre 1641 und 1642 durch die Synode zu Venlo geprüft. In der Anhörung schilderte Busman die Begebenheiten und leistete einen Eid auf die Richtigkeit seiner Schilderungen. Die Kirche erkannte Kevelaer nach nur zwei Anhörungstagen als Wallfahrtsort an, was aus heutiger Sicht außergewöhnlich schnell war.
Busman starb am 14. März 1649.

#### Wunderheilungen nach katholischer Überlieferung
In der katholischen Überlieferung der Wallfahrt zu Kevelaer wird von vielen Wunderheilungen berichtet. Die ersten Darstellungen von Wundern stammen aus den Jahren 1642/1643. 1642 soll der gelähmte Peter van Volbroek aus Hassum nach einer Pilgerreise nach Kevelaer geheilt worden sein. 1643 soll Eerutgen Dircks, eine Frau aus Huissen, nach zweimaligem Besuch in Kevelaer ohne ärztliche Behandlung von jahrelang offenen Wunden an den Beinen geheilt worden sein. Bis zur Synode in Venlo im Jahr 1647 wurden sechs weitere Wunder berichtet. Alle acht Wunder wurden nach katholischem Regelwerk durch die Synode anerkannt.
Im 19. Jahrhundert gab es nach Auffassung der katholischen Kirche mindestens vier weitere Wunder, unter anderem die Heilung der gelähmten Maria Katharina van Dyck im Jahr 1808 und Agnes Schiefer 1849. Im Jahr 1850 wurde von der Wiedererlangung der Sehfähigkeit des Pilgers Johannes Weidenbach sowie von der Wiedererlangung der Sprechfähigkeit der Pilgerin Agnes Meurßen berichtet.

#### Entwicklung der Prozessionen und Pilgerzahlen

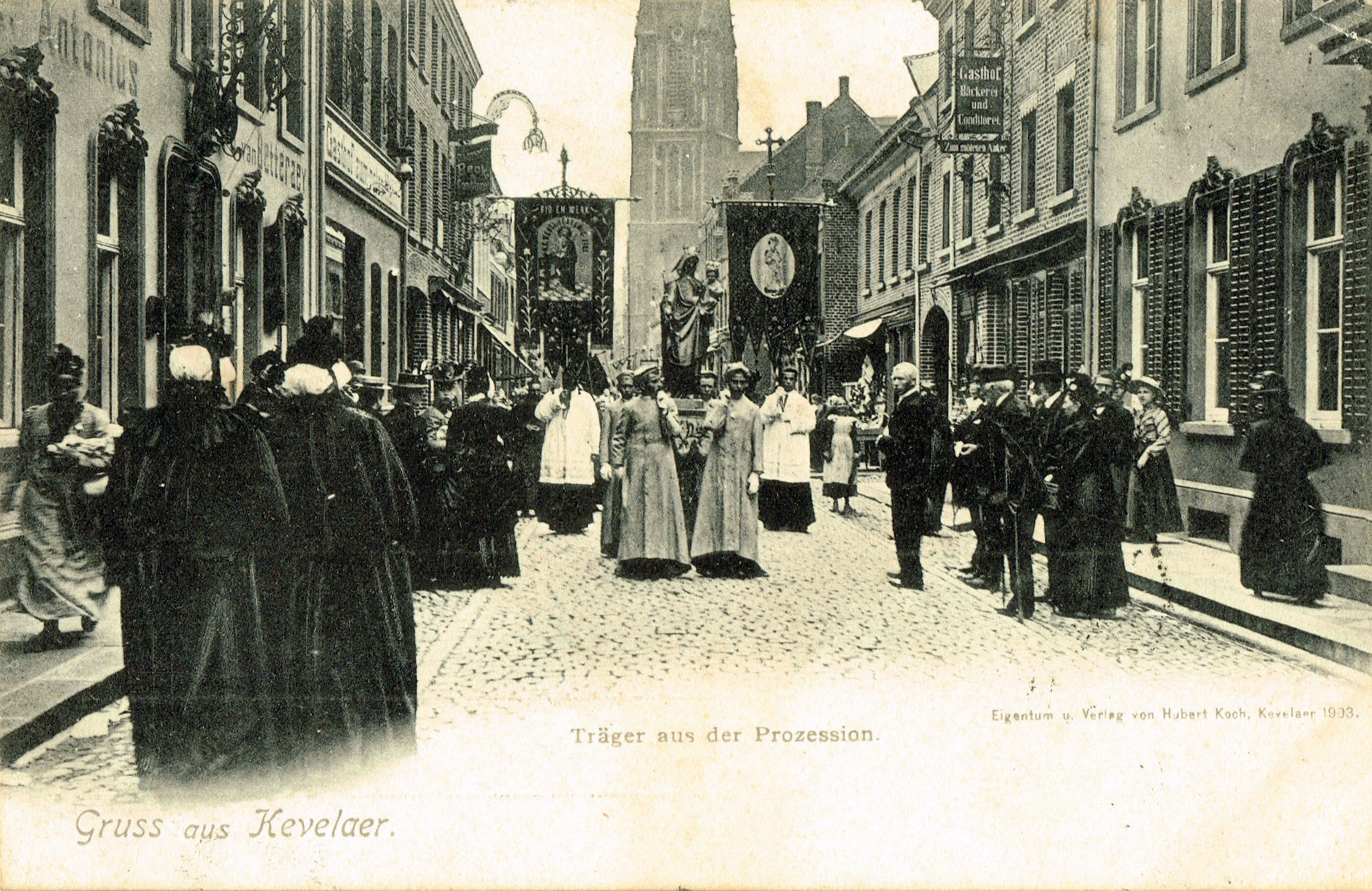
Marienprozession in Kevelaer, Ansichtskarte 1903

Neben der raschen Approbation als Wallfahrtsort entwickelte sich ebenso schnell die Bekanntheit von Kevelaer und damit auch die Anzahl der jährlichen Pilgerbesuche. Die erste geschlossene Prozession nach Kevelaer fand im Jahr 1643 statt. Damals reiste eine große Gruppe von Pilgern zu Fuß von Rees nach Kevelaer. Das Holzkreuz, an dem Busman gebetet hatte, wurde durch die große Anzahl der Pilger immer schmuckloser, da die Pilger sich zur Erinnerung Späne vom Kreuz abschnitten. 1649 ließ der Drost von Geldern die Reste des Holzkreuzes entfernen und verbot die Aufstellung eines neuen Kreuzes.
Nach dem Dreißigjährigen Krieg entstand in Köln zunächst die Marienbruderschaft der Wallfahrt nach Kevelaer, 1672 bildete sich als weitere Kölner Pilgerbruderschaft die Kölner Kevelaer-Bruderschaft an St. Kunibert. 1699 fand die erste Prozession von Bonn nach Kevelaer statt. Damals pilgerten etwa 400 Menschen zu Fuß von Bonn nach Kevelaer, um das Gnadenbild zu sehen und zu ehren.

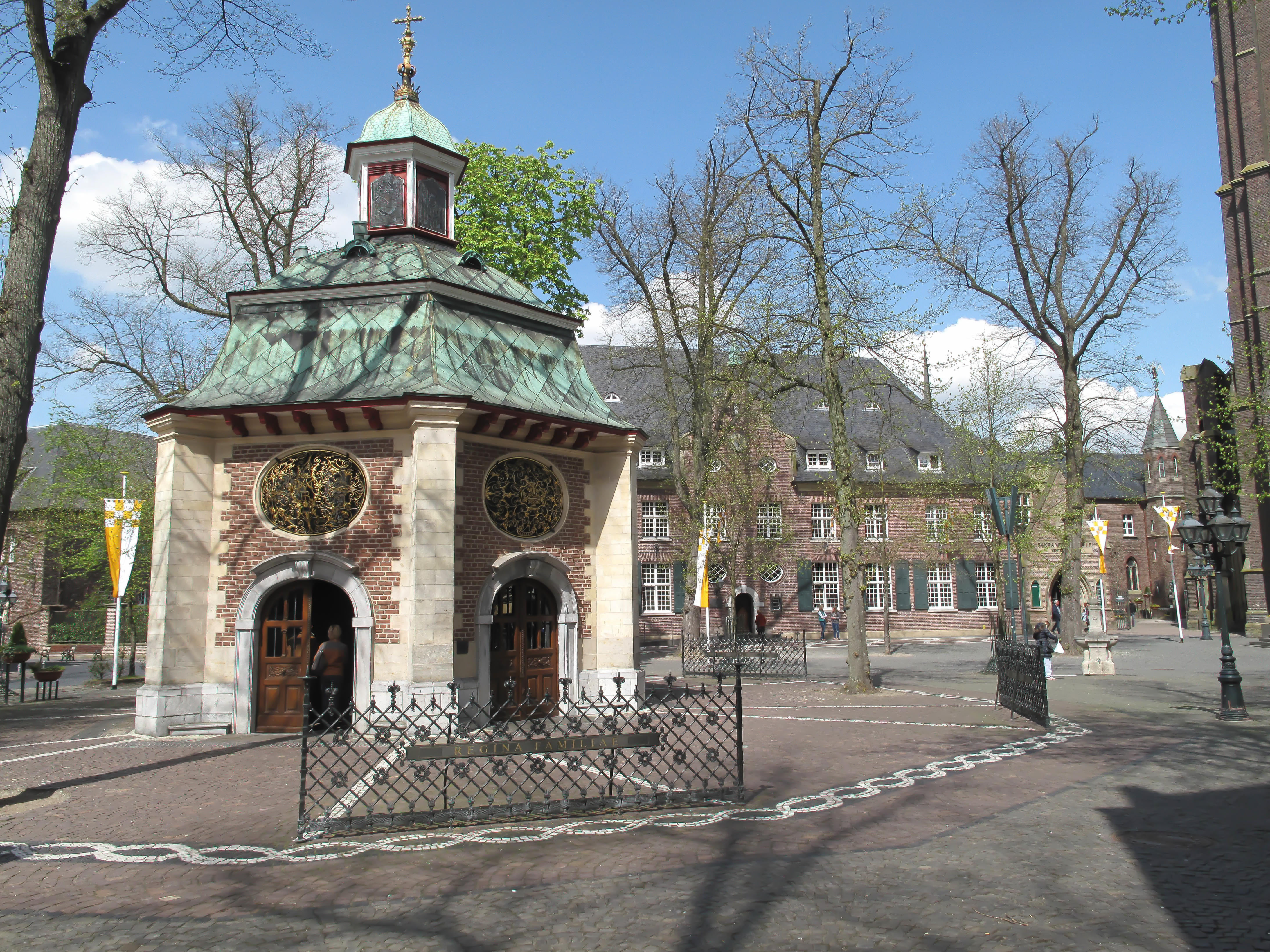
Gnadenkapelle

Die Ströme der Pilger stiegen bis 1700 weiter kontinuierlich an, sodass die in Kevelaer beheimateten Patres den Zustrom von Pilgern kaum noch bewältigen konnten. Zu dieser Zeit sollen an manchen Tagen mehr als 15.000 Menschen den Wallfahrtsort besucht haben.
Während der französischen Besatzungszeit und der damit verbundenen Säkularisation befanden sich die Kerzen- und Gnadenkapelle zwischen 1802 und 1806 in staatlichem Besitz. Wallfahrten wurden verboten. Die Pilgerzahlen brachen in dieser Zeit ein. Erst 1809 stieg die Zahl der Pilger wieder auf 140.000 im Jahr an.
Zwei Jahre nachdem Kevelaer sich wieder unter preußischer Herrschaft befand (1816), stieg die Anzahl der Pilger und Prozessionen weiter an. In diesem Jahr wurden 204 Prozessionen gezählt. Dieser erneute Aufschwung brach jedoch ein Jahr später infolge der starken Reglementierung der Wallfahrt durch die Preußen ein. Die Zahl der Pilger fiel erneut auf das Niveau zur Zeit der französischen Besatzung zurück.
Im Jahr 1842 feierte Kevelaer das 200-jährige Jubiläum der Wallfahrt. Zu diesem Anlass kamen 200.000 Pilger in den Ort, und 254 Prozessionen fanden statt.
Seit Kevelaer im Jahr 1863 eine Bahnstation erhalten hatte, wurde die Gemeinde für Pilger zugänglicher. Damit stiegen die Pilgerzahlen deutlich an; 1913 wurden 344 Pilgersonderzüge gezählt, und Kevelaer soll von 600.000 Pilgern besucht worden sein.

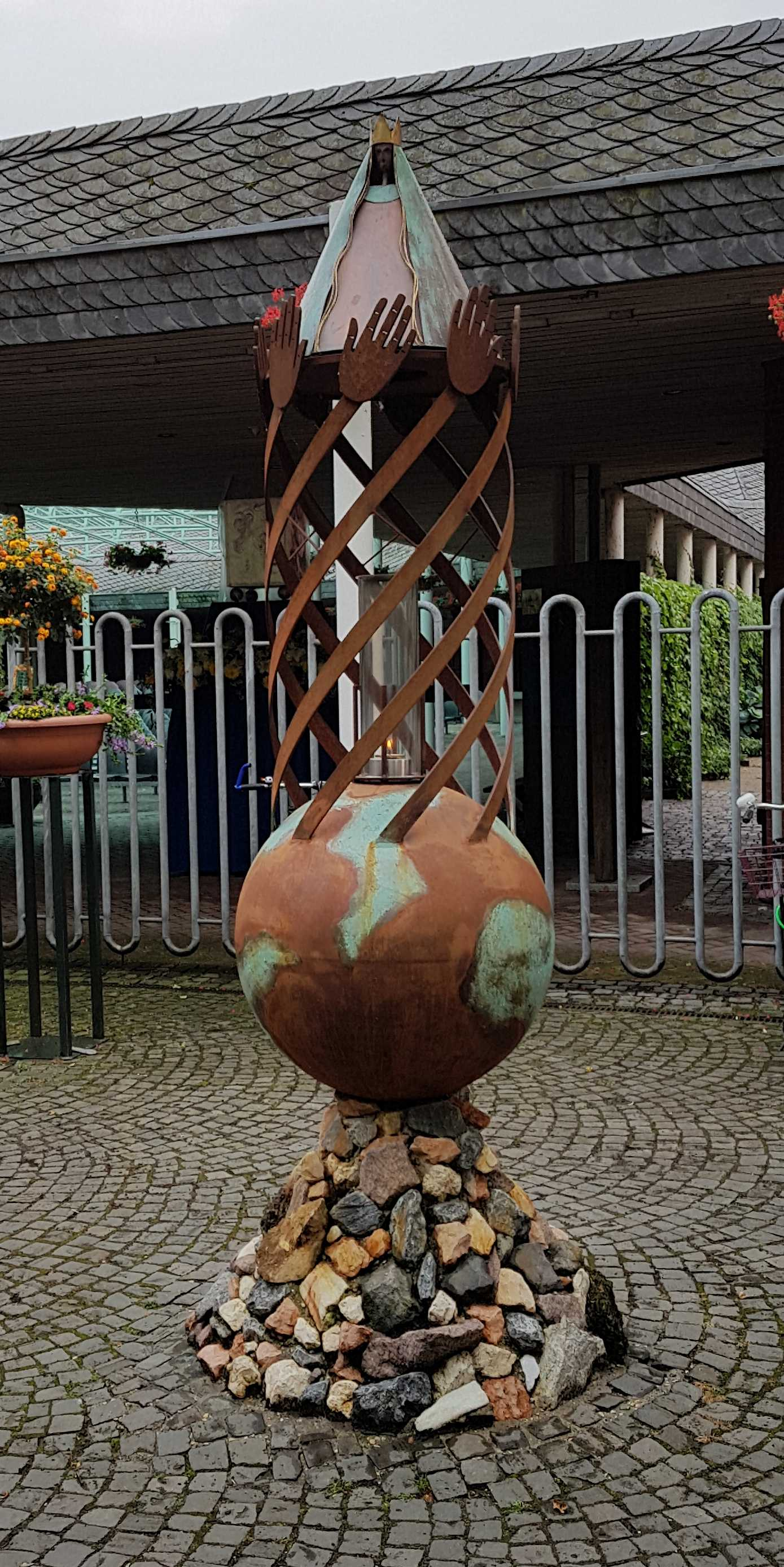
Kevelaerer Friedens-Stele von Norbert Vorfeld

Über die Pilgerzahlen in den ersten Jahren des Ersten Weltkriegs bestehen widersprüchliche Angaben. Einige Quellen sagen, dass 1914 die Anzahl der Besucher absank, andere berichten, die Wallfahrten hätten weiterhin zugenommen und 1915 sei mit 500.000 Pilgern ein neuer Rekord erreicht worden. Diese Aussage steht im Widerspruch zu den 1913 gezählten 600.000 Pilgern. Jedenfalls besuchten zu dieser Zeit mindestens eine halbe Million Pilger jährlich Kevelaer.
Während des Zweiten Weltkriegs feierte Kevelaer sein 300-jähriges Jubiläum nicht. Im Jahr 1942 wurde der Wallfahrtsort von recht wenigen Menschen besucht. In den folgenden Jahren stieg die Zahl der Prozessionen und Pilger wieder an und erreichte mit rund 800.000 Besuchern pro Jahr Höchstwerte.

#### Friedenswallfahrt 2015
Am 28. August 2015 wurde das „immerwährende Feuer“ der Kevelaerer Friedens-Stele erstmals entzündet. Anlass waren der 52. Jahrestag der historischen Rede von Martin Luther King mit der Aussage I Have a Dream und die erste interreligiöse Friedenswallfahrt nach Kevelaer von jüdischen, muslimischen und christlichen Gläubigen. Diese Wallfahrt wurde seither jährlich in verkürzter Form, vom Marienpark zur Friedens-Stele, wiederholt. Die öffentliche Resonanz blieb sehr gering. Das nicht unumstrittene Kunstwerk wurde, basierend auf einem Entwurf von Niklas van Lipzig, von dem Kevelaerer Künstler Norbert Vorfeld erstellt. Es zeigt als festes Fundament die Weltkugel mit ihren Kontinenten, aus der sich Arme und Hände himmelwärts strecken. Diese Hände greifen an den Mantel einer Frauengestalt, die der in Kevelaer verehrten Gottesmutter, der Consolatrix afflictorum, nachempfunden ist.

#### Darstellung in Literatur, Musik und Film
Über die Wallfahrt nach Kevelaer verfassten von Beginn an vor allem Heimatdichter immer wieder lyrische und literarische Texte. Darüber hinaus schrieb Heinrich Heine im Jahre 1822 die Ballade Die Wallfahrt nach Kevelaar. Heines Gedicht wurde von dem schwedischen Komponisten August Söderman in der Zeit von 1859 bis 1866 als ein Chor- und Orchesterwerk übertragen. Sie wurde auch von Engelbert Humperdinck als Kantate für Alt- und Tenor-Solo, gemischten Chor und Orchester in Musik gesetzt (EHWV 55, UA München 1878). Von den Bläck Fööss gibt es das Lied Wick es d’r Wäch noh Kevelaer.
1921, während der Hoch-Zeit des schwedischen Stummfilms (auch „Das Goldalter“ genannt), wurde das Gedicht Heinrich Heines von Regisseur Ivan Hedqvist in den Umgebungen von Köln und Kevelaer, mit Studioaufnahmen in Stockholm, als Vallfarten till Kevlaar verfilmt. Der Film wurde 2018 vom Schwedischen Filminstitut digitalrestauriert und hatte im selben Jahr beim Bonner Sommerkino Neupremiere. Im Jahr 2019 wurde er in Kevelaer Marienbasilika mit Orgelbegleitung von Elmar Lehnen gezeigt.
Siehe auch: Entwicklung der Kevelaerer Kirchenbauwerke

### Entwicklung des Stadtgebiets und Gebietsreform

Ansichtskarte von Kevelaer um 1656

Im 12. und 13. Jahrhundert bestand Kevelaer vor allem aus Bauernhöfen und Katen. Zu Kevelaer gehörten die Bauerschaften Fronschaften, Klein-Keylaer, Hegerath, Vorst und der südliche Hof von Hüdderath. Eine Steuerliste aus dem Jahre 1369 besagt, dass in Kevelaer 31 Katen, Höfe und Häuser bestanden. 1635 wurden 100 Kevelaerer von kroatischen Truppen getötet, das heißt, dass zu diesem Zeitpunkt in Kevelaer mindestens 100 Menschen gelebt haben müssen. Bis 1756 entwickelte sich Kevelaer zu einem Dorf mit mehr als 100 Häusern. Die 1863 geschaffene Eisenbahnanbindung forcierte die Entwicklung des Stadtgebietes und der Bevölkerungsanzahl. Am 25. Mai 1949 wurde der Gemeinde Kevelaer das Stadtrecht verliehen.
Die Stadt Kevelaer in der heutigen Form entstand am 1. Juli 1969 durch das erste kommunale Neugliederungsprogramm in Nordrhein-Westfalen. Die Gemeinden Kleinkevelaer, Twisteden und Wetten des Amtes Kevelaer sowie Kervendonk, Kervenheim und Winnekendonk des Amtes Kervenheim wurden mit der Stadt Kevelaer zusammengeschlossen. Die so entstandene neue Gemeinde erhielt den Namen Kevelaer und führt die Bezeichnung „Stadt“.
Am 1. Januar 1975 wurde im Zuge des zweiten Neugliederungsprogramms in Nordrhein-Westfalen der Altkreis Kleve mit dem ehemaligen Kreis Geldern und Teilgebieten der Kreise Moers und Rees zum neuen niederrheinischen Großkreis Kleve zusammengefügt.

### Einwohnerentwicklung
| Jahr | Einwohner |
| ---- | --------- |
| 1939 | 9092      |
| 1968 | 12.896    |
| 1969 | 20.895    |
| 1990 | 23.309    |
| 2002 | 27.591    |
| 2003 | 27.824    |

| Jahr | Einwohner |
| ---- | --------- |
| 2004 | 27.928    |
| 2005 | 27.867    |
| 2006 | 28.020    |
| 2007 | 28.124    |
| 2022 | 28.124    |

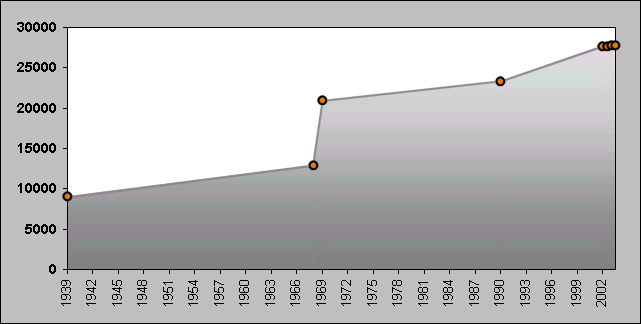
Einwohnerentwicklung Kevelaers

Der Anstieg 1969 ist auf die kommunale Neugliederung in NRW zurückzuführen.

## Politik

### Stadtrat
| Partei/Liste    | 2020    | 2020    | 2014  | 2014  | 2009  |
| Partei/Liste    | Sitze   | %       | Sitze | %     | %     |
| --------------- | ------- | ------- | ----- | ----- | ----- |
| CDU             | 17      | 40,53   | 17    | 45,24 | 47,68 |
| SPD             | 7       | 17,76   | 8     | 20,92 | 15,51 |
| KBV 1           | 5       | 13,45   | 6     | 15,89 | 12,64 |
| Grüne           | 7       | 17,99   | 5     | 12,01 | 8,69  |
| FDP             | 4       | 10,28   | 2     | 5,93  | 7,85  |
| UMU             | –       | –       | –     | –     | 6,24  |
| LINKE           | –       | –       | –     | –     | 1,39  |
| Gesamt          | 40      | 100     | 38    | 100   | 100   |
| Wahlbeteiligung | 54,13 % | 54,13 % |       |       |       |

### Bürgermeister
Von 1946 bis 1999 wurde der Rat der Stadt von einem ehrenamtlichen Bürgermeister geleitet. Seit 1999 ist der direkt gewählte Bürgermeister auch Leiter der Verwaltung. Bei der Bürgermeisterwahl am 13. September 2015 wurde der derzeit amtierende Bürgermeister Dominik Pichler (SPD) mit 50,38 Prozent der Stimmen erstmals gewählt. Er löste den seit 2004 amtierenden Bürgermeister Axel Stibi (CDU) ab. Bei der Wahl am 13. September 2020 wurde Pichler wiedergewählt. Mit 77,69 Prozent der Stimmen setzte er sich deutlich gegen seinen Herausforderer Mario Maaßen (CDU) mit 22,31 Prozent der Stimmen durch.

### Bürgermeister seit 1800
| - 1800–1817: Johann Marian van den Wyenbergh a - 1817–1822: Peter Heuvens - 1822–1875: Gerhard Heinrich Cremeren - 1875–1884: Wilhelm Brügelmann - 1884–1901: Gerhard Arnold Leeuw - 1901–1924: Mathias Marx | - 1924–1933: Bernhard Widmann - 1933–1945: Aloys Eickelberg - 1945–1946: Theodor van Ooyen b - 1946: Fritz Holtmann c - 1946–1978: Peter Plümpe d (CDU) | - 1978–1989: Karl Dingermann (CDU) - 1989–1999: Friedrich Börgers (CDU), letzter ehrenamtlicher Bürgermeister - 1999–2004: Heinz Paal (CDU) - 2004–2015: Axel Stibi (CDU) - seit 2015: Dominik Pichler (SPD) |

### Wappen, Banner und Hissflagge
| Wappen der Stadt Kevelaer, Kreis Kleve | Blasonierung: „Geteilt von Blau und Gold, oben eine Geldernsche Rose (Mispelblüte) mit goldenen Blütenblättern, gerundeten roten Kelchblättern und als Pentagramm stilisierter fünfstrahliger roter Butzen, der innere Butzenkreis belegt mit acht kreisförmig angeordneten silbernen Punkten und einem weiteren in der Mitte, unten eine rote heraldische Lilie.“ |
| Wappen der Stadt Kevelaer, Kreis Kleve | Wappenbegründung: Das von Walther Bergmann entworfene Wappen wurde am 19. November 1973 zusammen mit einem Banner, einer Flagge und einem Siegel vom Regierungspräsidenten in Düsseldorf verliehen. Die Mispelblüte (Geldernsche Rose) symbolisiert die ursprüngliche Zugehörigkeit der Stadt Kevelaer zum Land Geldern, da sie zu den Insignien des Grafen (später Herzogs) von Geldern gehörte und sich im Siegel des Niederamtes Geldern befand. Die rote Lilie verweist auf die Zugehörigkeit von Kervenheim und Winnekendonk zum Land Kleve und steht in Verbindung mit der Klever Lilienhaspel, auch Karfunkel oder Glevenrad genannt, die von den Herzögen von Kleve geführt wurde. Das Wappen der Stadt Kevelaer, offiziell am 19. November 1973 genehmigt, nimmt als Ganzes Bezug auf die kommunale Neugliederung der Stadt Kevelaer von 1969, bei der die Ämter Kevelaer und Kervenheim zusammengeführt wurden. Der Rechtshistoriker Franz Norbert Otterbeck hält auch eine marianische Deutung der Wappen-Symbolik für implizit enthalten: die Lilie für die Reinheit Mariens (Immakulata), die Rose für die Vollendung Mariens (Assumpta = rosa mystica); dagegen sprechen zwar die „falschen“ Farben (in der Marien-Symbolik eher: weiße Lilie, rote Rose), doch auch der blau-goldene Schild-Hintergrund zeigt Marien-Farben. Inzwischen verwendet die Stadtverwaltung bevorzugt ein modernes Logo, das nur den Buchstaben „K“ zeigt. Hissflagge: „Die Hissflagge ist eine Wappenflagge und zeigt von Blau nach Gold (Gelb) geteilt; die heraldischen Embleme, wie beschrieben, jedoch ohne Schild freistehend.“ Banner: „Das Banner ist ein Wappenbanner und zeigt von Blau nach Gold (Gelb) geteilt; die heraldischen Embleme, wie beschrieben, jedoch ohne Schild freistehend.“ |

Flagge
Banner

### Städtepartnerschaften
Kevelaer unterhält seit 1981 eine Städtepartnerschaft mit der Stadt Bury St. Edmunds (Vereinigtes Königreich), die vor allem für die im Stadtzentrum gelegene Ruine einer Benediktiner-Abtei bekannt ist. Die Abtei, in der der letzte angelsächsische König Edmund begraben liegt, entwickelte sich im Mittelalter zu einem bedeutenden Wallfahrtsort.
Das Kardinal-von-Galen-Gymnasium betreibt eine aktive Schulpartnerschaft mit der Abilene High School in Abilene, Vereinigte Staaten sowie dem Marnix College in Ede, Niederlande, und dem IV. Liceum in Wrocław (Breslau), Polen.

## Kultur und Sehenswürdigkeiten

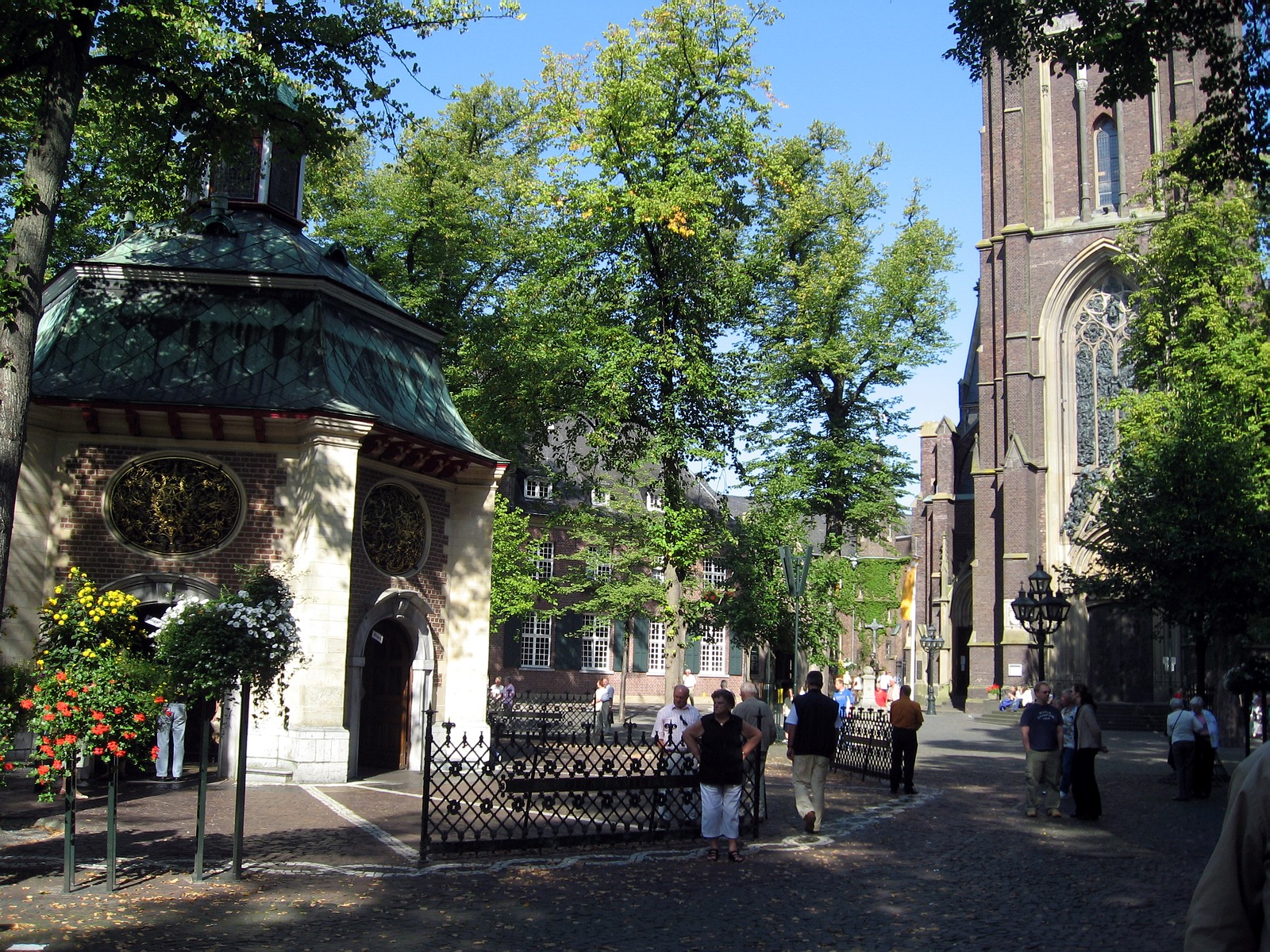
Kapellenplatz mit Gnadenkapelle (links) und Basilika (rechts hinten)

### Übersicht
Im Zentrum der Stadt liegt der Kapellenplatz mit der Gnadenkapelle, der Marienbasilika, der Kerzenkapelle und der Beichtkapelle. Daran schließen sich vier Fußgängerzonen mit Cafés und Restaurants an.
Das seit 1910 bestehende „Niederrheinische Museum Kevelaer“ sieht sich als volkskulturelles Bilderbuch der Region. Daneben hat es sich nach der Übernahme der „Spielgutsammlung Juliane Metzger“ zu einem bedeutenden Spielzeugmuseum entwickelt.
Die Stadt Kevelaer ist Nordwesteuropas größter Wallfahrtsort und staatlich anerkannter Erholungsort. Jährlich besuchen etwa eine Million Pilger die Kleinstadt mit ihren knapp 28.000 Einwohnern. Daneben sind Kunsthandwerk und vielfältige Industrien wie Holz- und Metallverarbeitung von wirtschaftlicher Bedeutung. Zu den größten Ereignissen des 20. Jahrhunderts der Stadt Kevelaer zählen die Besuche von Papst Johannes Paul II. und Mutter Teresa sowie von Josef Kardinal Ratzinger (dem späteren Papst Benedikt XVI.) im Jahre 1987.

### Theater und Konzerte
In Kevelaer werden über das gesamte Jahr hinweg Veranstaltungen sowie Theater- und Konzertvorstellungen im Konzert- und Bühnenhaus angeboten.

### Museen
Das Niederrheinische Museum Kevelaer (auch bekannt als Memoria-Haus) wurde 1910 gegründet und versteht sich als Regionalmuseum für die Volkskunde und Kulturgeschichte im deutsch-niederländischen Grenzgebiet zwischen Rhein und Maas.
Neben Dauerausstellungen zu den Themen Spielzeug (Spielgutsammlung Juliane Metzger), Landwirtschaft, Handwerk sowie Volksfrömmigkeit und Wallfahrt, beinhaltet das Museum eine große Sammlung zur Niederrheinischen Bauerntöpferei und eine Sammlung von Kupferstichen des Niederländers Hendrick Goltzius (1558–1617).
Funde aus dem römischen Gräberfeld von Pont bei Geldern bilden den Kern der römischen Exponate des Museums.

### Architektur und Bauwerke

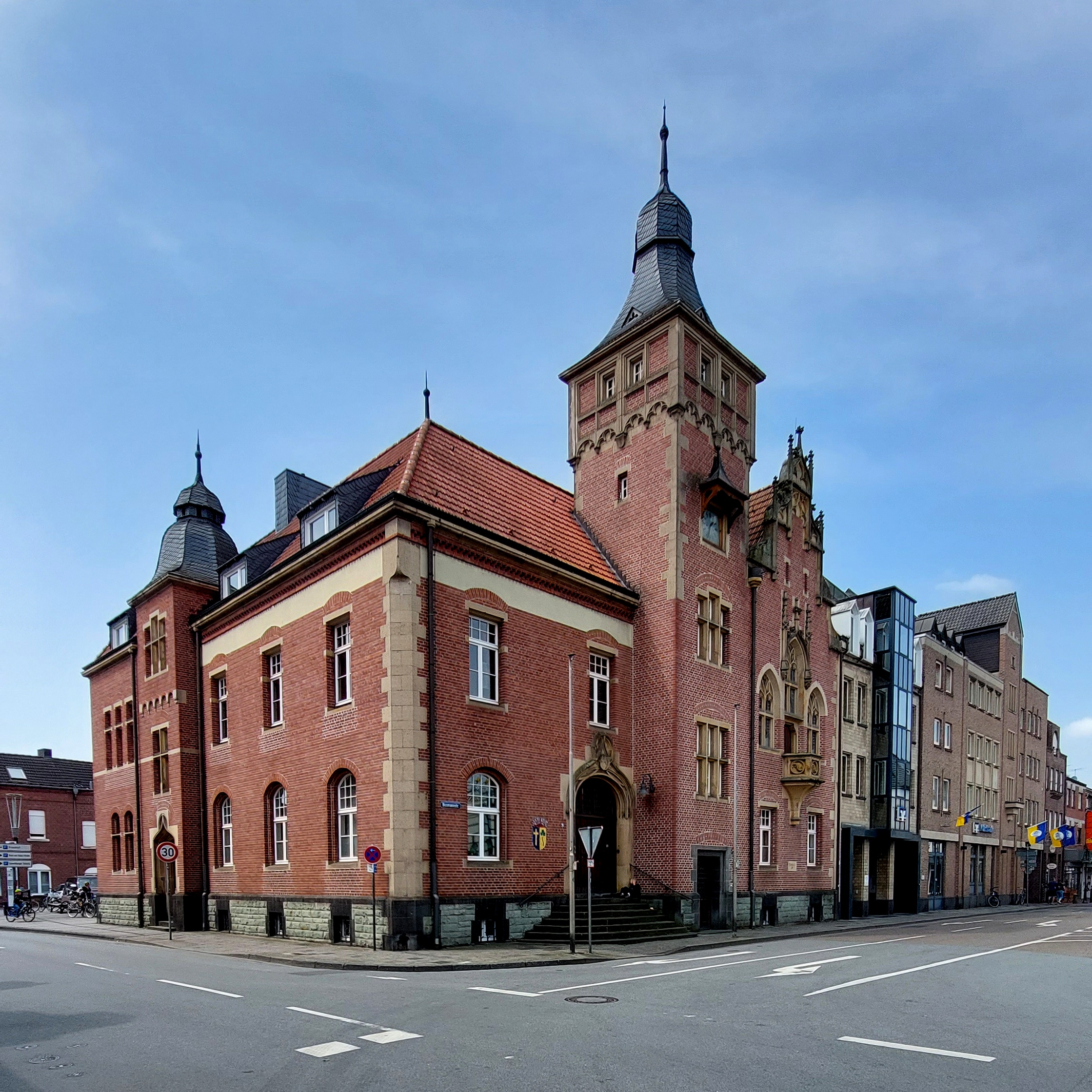
Altes Rathaus am Peter-Plümpe-Platz

Im Stadtkern Kevelaers befinden sich knapp 200 denkmalgeschützte Gebäude. Darunter fallen unter anderem die historischen Kirchenbauwerke, aber vor allem Gebäude aus der Zeit um 1900. Die im wilhelminischen Zeitalter entstandenen Bauwerke sind insbesondere wegen ihrer aufwändigen Gestaltung der Frontfassaden sehenswert. Darunter fällt zum Beispiel das Haus Stassen mit seinem Erker und den verzierten Giebeln, das im 19. Jahrhundert errichtete Goldschmiedehaus Polders, die Apotheke auf der Hauptstraße, die im 17. Jahrhundert als Hotel und später als Brauerei genutzt wurde, das Buerohaus Schreiner am Friedensplatz, der Wasserturm, der zwischen 1904 und 1905 gebaut wurde, das blaue Gebäude und eine Reihe von Gebäuden auf der Annastraße. Ebenso unter Denkmalschutz steht der etwa einen Kilometer lange Kreuzweg, in dem die 14 Stationen der Passion Christi dargestellt werden.

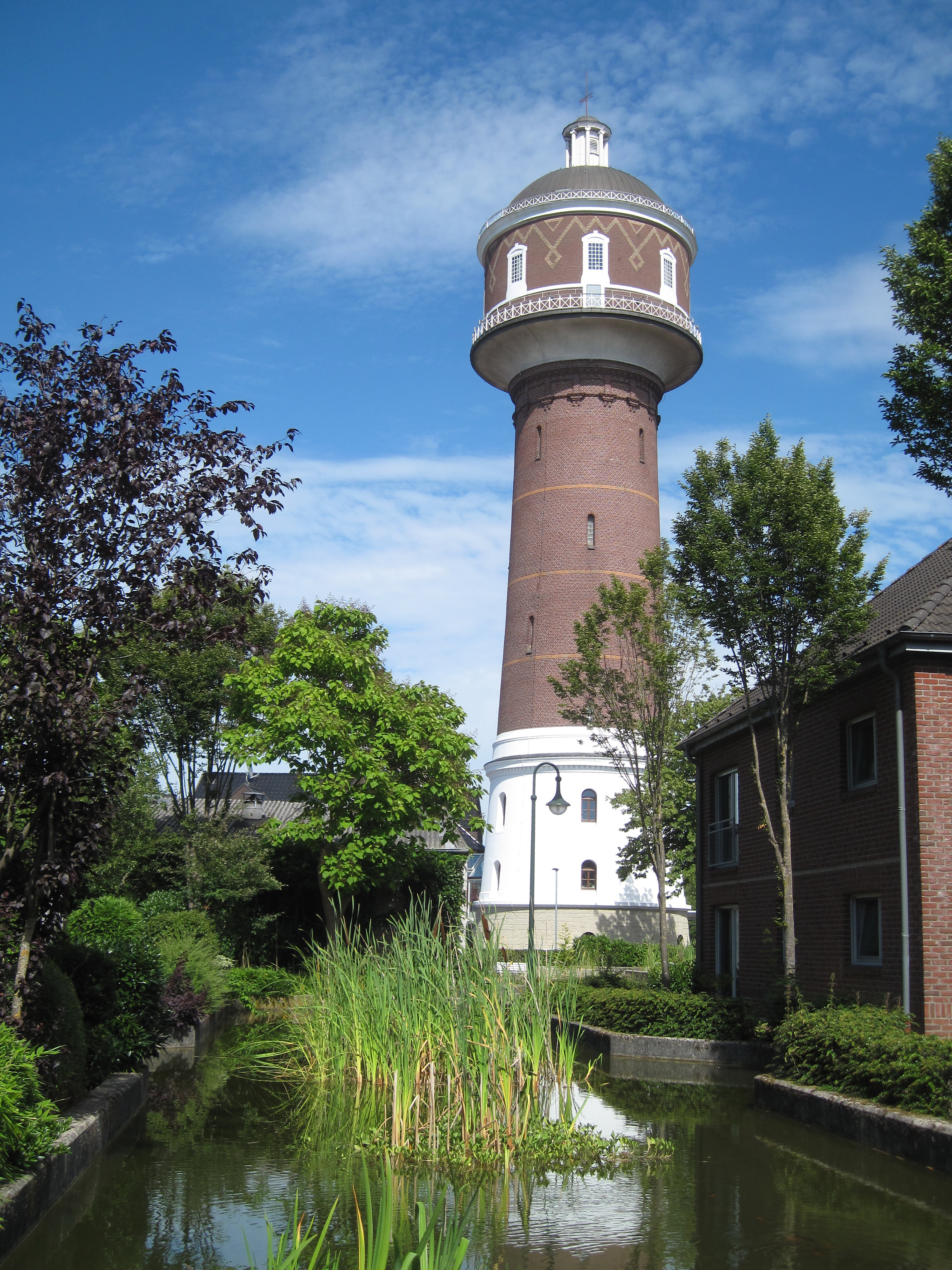
Wasserturm

Am Peter-Plümpe-Platz (Marktplatz) befindet sich das Alte Rathaus, dessen Grundsteinlegung 1902 stattfand und das ein Jahr später fertiggestellt war. An dem Gebäude sieht man noch heute das alte Wappen der Stadt Kevelaer. Es zeigt auf der rechten Seite das Kreuz von St. Antonius und auf der linken Seite ein Kleeblatt. Ebenfalls von historischer Bedeutung ist das so genannte Kroatenkreuz, das an die am 1. August 1635 getöteten Kevelaerer erinnert. Damals fielen kroatische Truppen in Kevelaer ein und töteten 100 Kevelaerer in ihren Schutzanlagen. Noch heute steht dort geschrieben: „ANNO 1635 DEN ERSTEN AUGUST ALZOO DEZEN. DATO VERKLAERT ZYN HIER OP DE SCHANS BIE HONDERT MENSCH VERMOORT / BIT VOOR DY ZELLE OP DAT GODT HAER IN DER EEWICHEID GENADICH ZYN WILL!“
In der gesamten Innenstadt wurden einzelne moderne Kunstwerke aufgestellt, die das Stadtbild ausschmücken.
Historisch interessant ist zudem die Burg Kervendonk, die in der Gemeinde Kervenheim liegt. Die Burganlage wurde urkundlich zum ersten Mal 1270 erwähnt. Zu Beginn des 14. Jahrhunderts wurde die Anlage ausgebaut. 1757 wurde die Burg durch einen Stadtbrand zu großen Teilen zerstört. Die Reste wurden danach als Gutshof genutzt. Seit dem Ende des 20. Jahrhunderts stehen Teile des Grundstückes im Besitz der evangelischen Kirchengemeinde und in Privatbesitz. Ebenfalls in Kervenheim liegt das denkmalgeschützte Potthaus, welches 1733 zum ersten Mal urkundliche Erwähnung findet. Das Potthaus war eine Töpferei, die Keramiken herstellte, die wohl von ausgezeichneter Qualität und deshalb überregional bekannt waren. Das Gebäude ist im so genannten Gulfhaus-Stil gebaut.

### Kirchenbauwerke

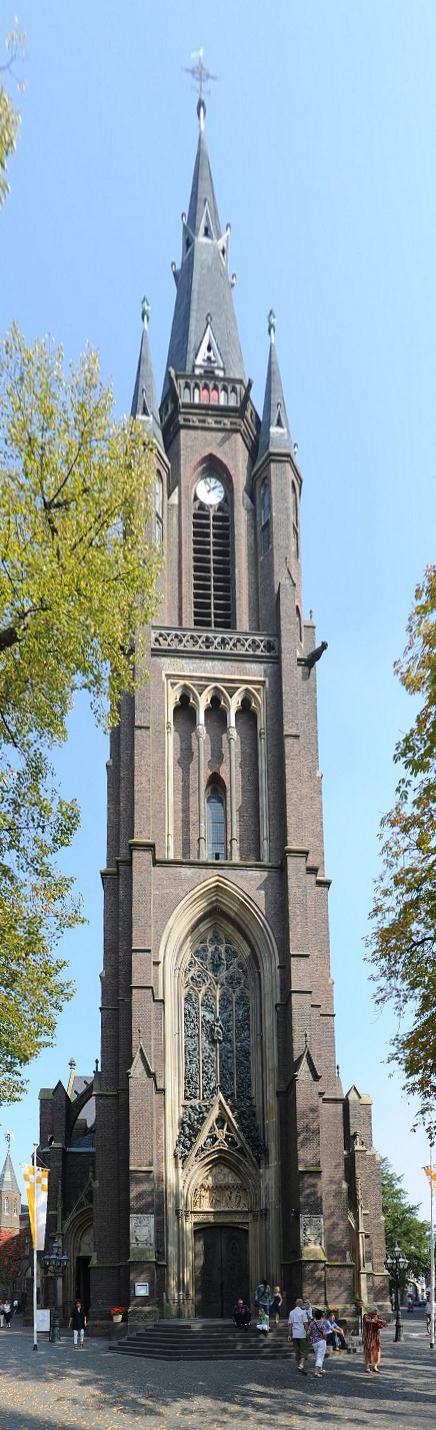
Marienbasilika

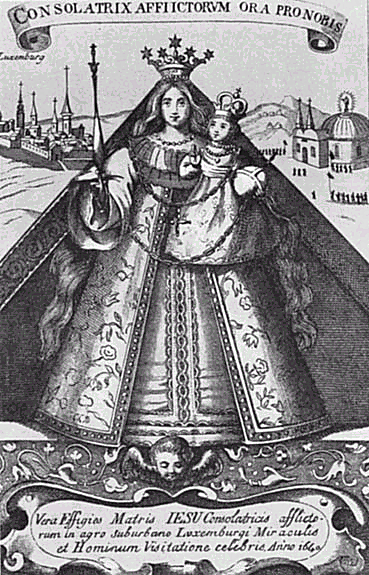
Kevelaerer Gnadenbild

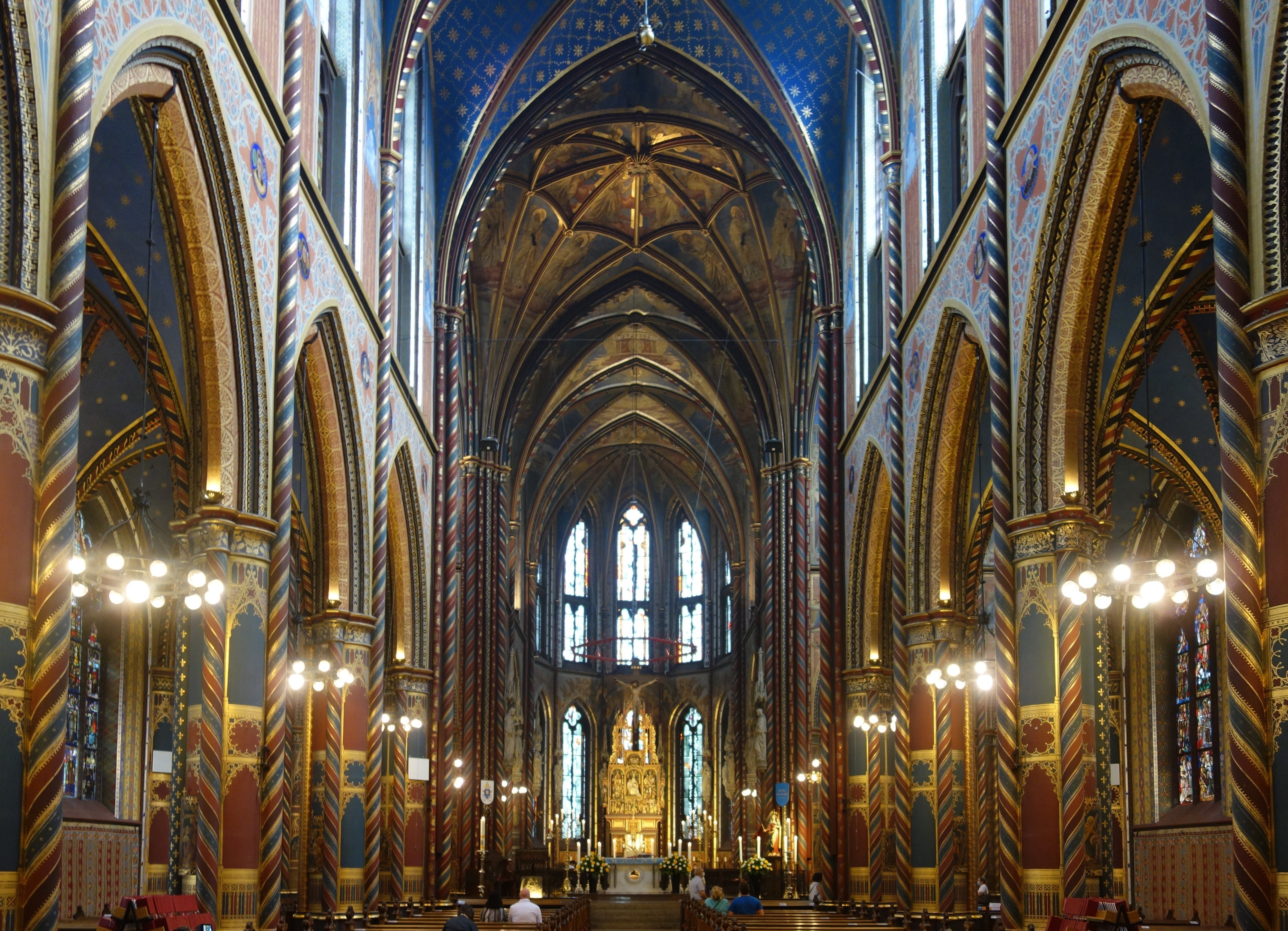
Innenraum der Marienbasilika

Durch ihre Stellung als Wallfahrtsort bietet die Stadt Kevelaer zahlreiche sehenswerte Kirchenbauwerke, die während der letzten 350 Jahre entstanden sind, in erster Linie die Marienbasilika, in der die größeren Pilgergottesdienste gefeiert werden. Sie wurde von 1858 bis 1864 erbaut. Die aufwändige Ausmalung des gesamten Gotteshauses stammt von Friedrich Stummel. Das Langhaus sowie das nördliche und südliche Querhaus wurden nach Plänen des Kölner Architekten Vincenz Statz errichtet. Der Bau des über 90 m hohen Westturmes wurde 1883 begonnen und ein Jahr später abgeschlossen. Im Jahre 1923 wurde die Kirche zur päpstlichen Basilica minor erhoben.

#### Gnadenkapelle
Im Zentrum der Wallfahrt nach Kevelaer steht die Gnadenkapelle, welche das Gnadenbild von Kevelaer beheimatet.
Die Kapelle wurde im Jahre 1654 um einen Bildstock errichtet. Diesen Bildstock hatte ein Mann namens Hendrick Busman geschaffen, der Überlieferung nach über dem Ort, wo dieser – im Dreißigjährigen Krieg, in der Weihnachtszeit des Jahres 1641 – innegehalten hatte, um an einem Wegkreuz zu beten. Über ihm soll sich der Himmel geöffnet haben, und er soll die Gottesmutter gehört und verstanden haben können. Drei Mal soll er den Anruf „An dieser Stelle sollst du mir ein Kapellchen bauen!“ vernommen haben. Nachdem auch seine Ehefrau eine Vision eines Heiligenhäuschens mit Gnadenbild hatte, baute Hendrick Busman über dem Bildstock als „Schutzhülle“ ein Heiligenhäuschen, zu dessen Schutz dann später die Gnadenkapelle errichtet wurde.
Die Gnadenkapelle ist ein sechseckiger Kuppelbau, der auf der Seite des Gnadenbilds eine große, portalartige Fensteröffnung besitzt. Die künstlerische Ausgestaltung der Kapelle wurde erst im Jahre 1888 begonnen und vier Jahre später abgeschlossen.
Das Gnadenbild stammt aus den Händen von Soldaten, die es bei sich trugen, und es 1641 an Hendrick Busmann veräußerten. Seine Frau hatte dieses Bildchen bereits in ihrer Vision von dem Heiligenhäuschen gesehen, nachdem Busman selbst es bereits vorher bei den Soldaten entdeckt hatte. Das Gnadenbild wurde zunächst in Geldern aufbewahrt und verehrt, und erst 1642 in den Bildstock gebracht.

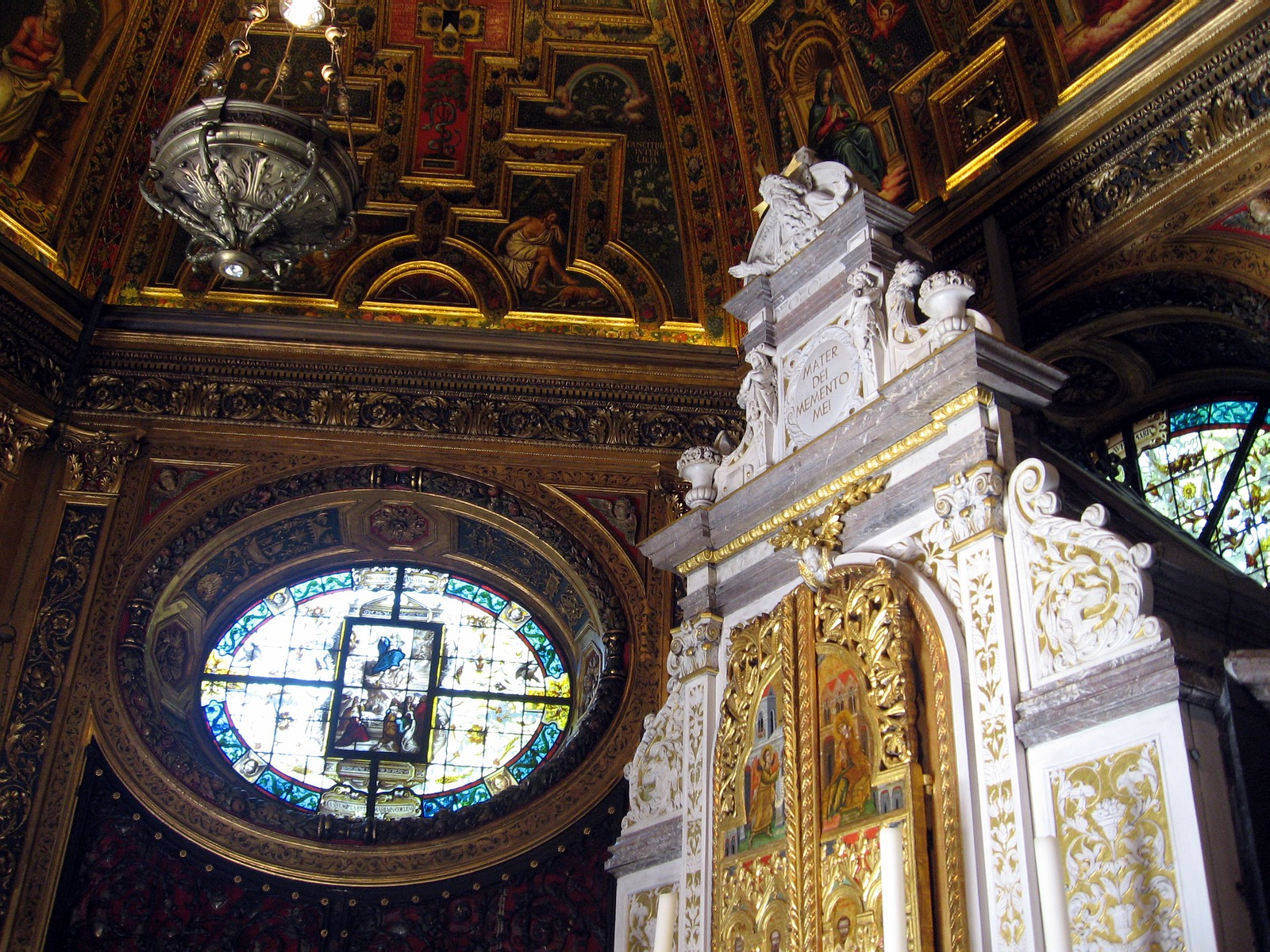
Gnadenkapelle
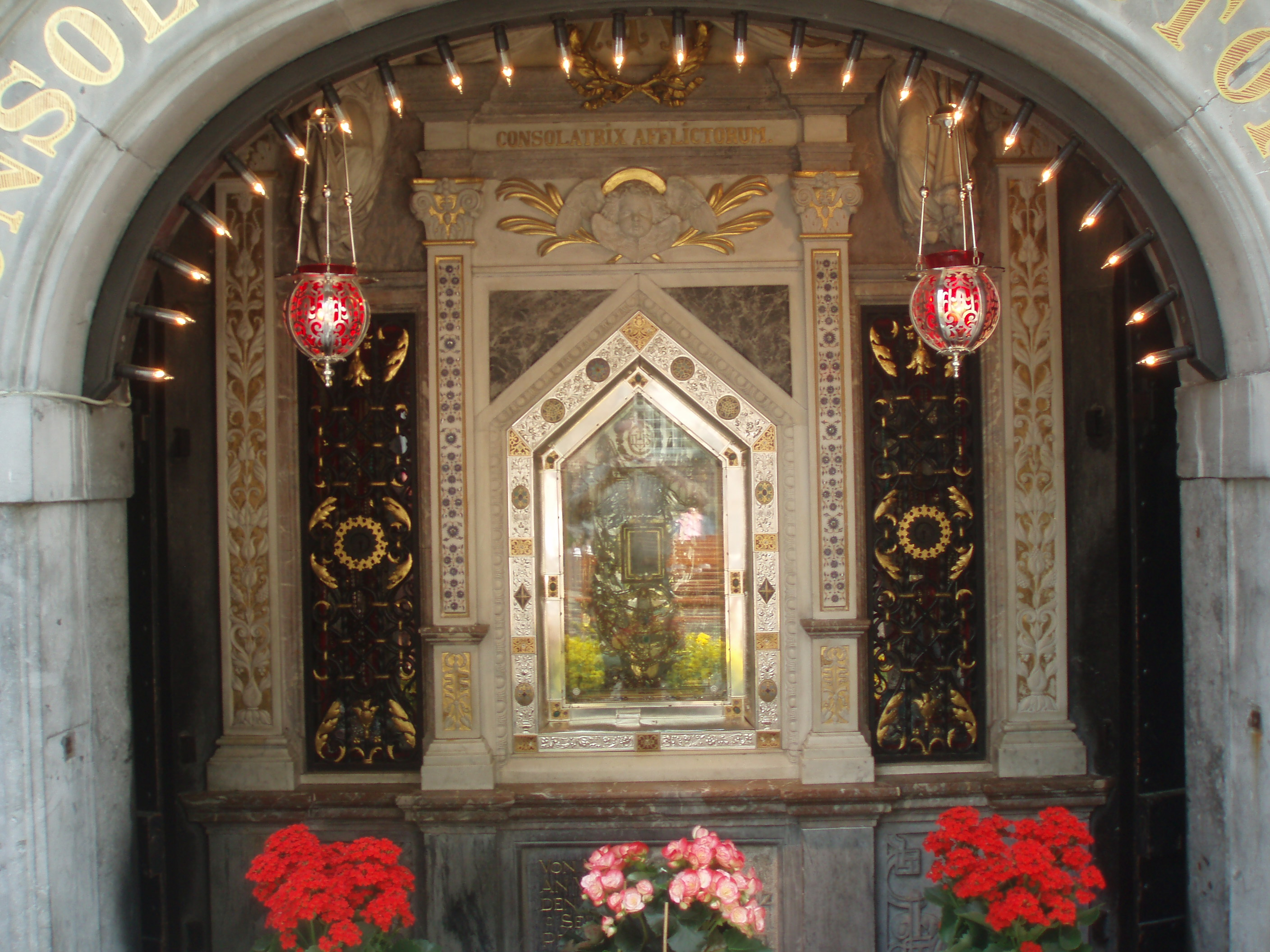
Innenansicht
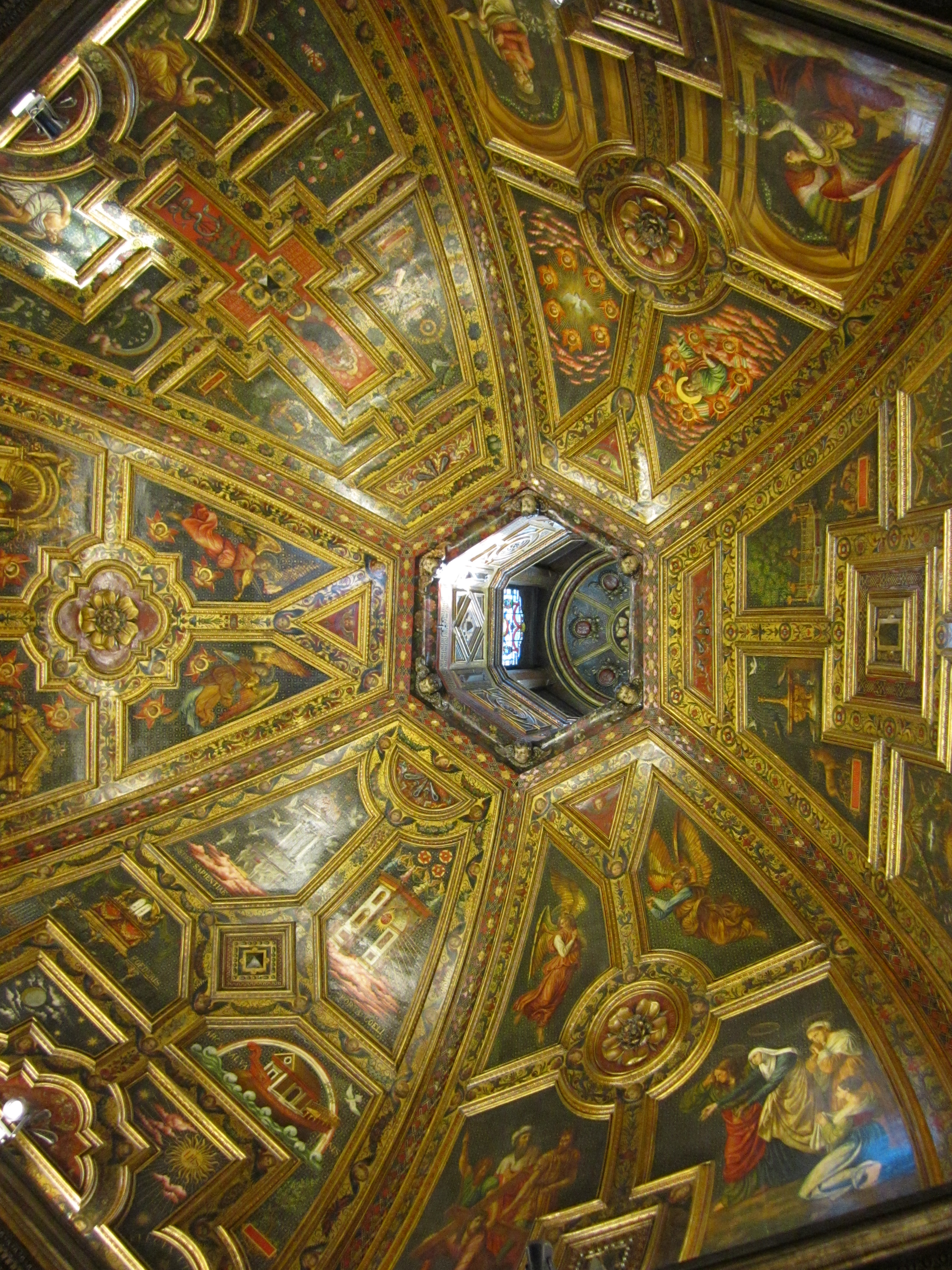
Innenansicht
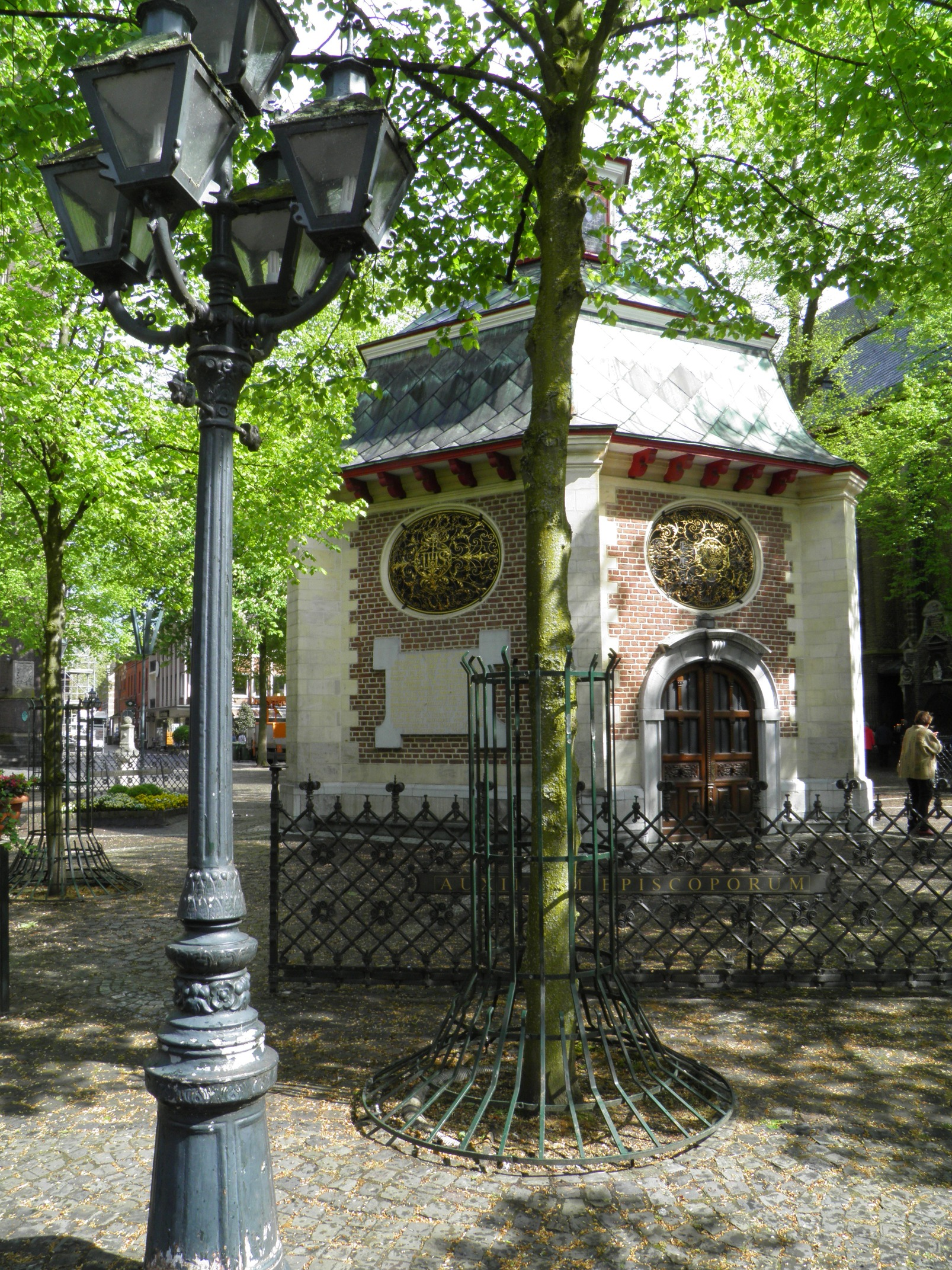
Seitenansicht der Kapelle

#### Kerzenkapelle

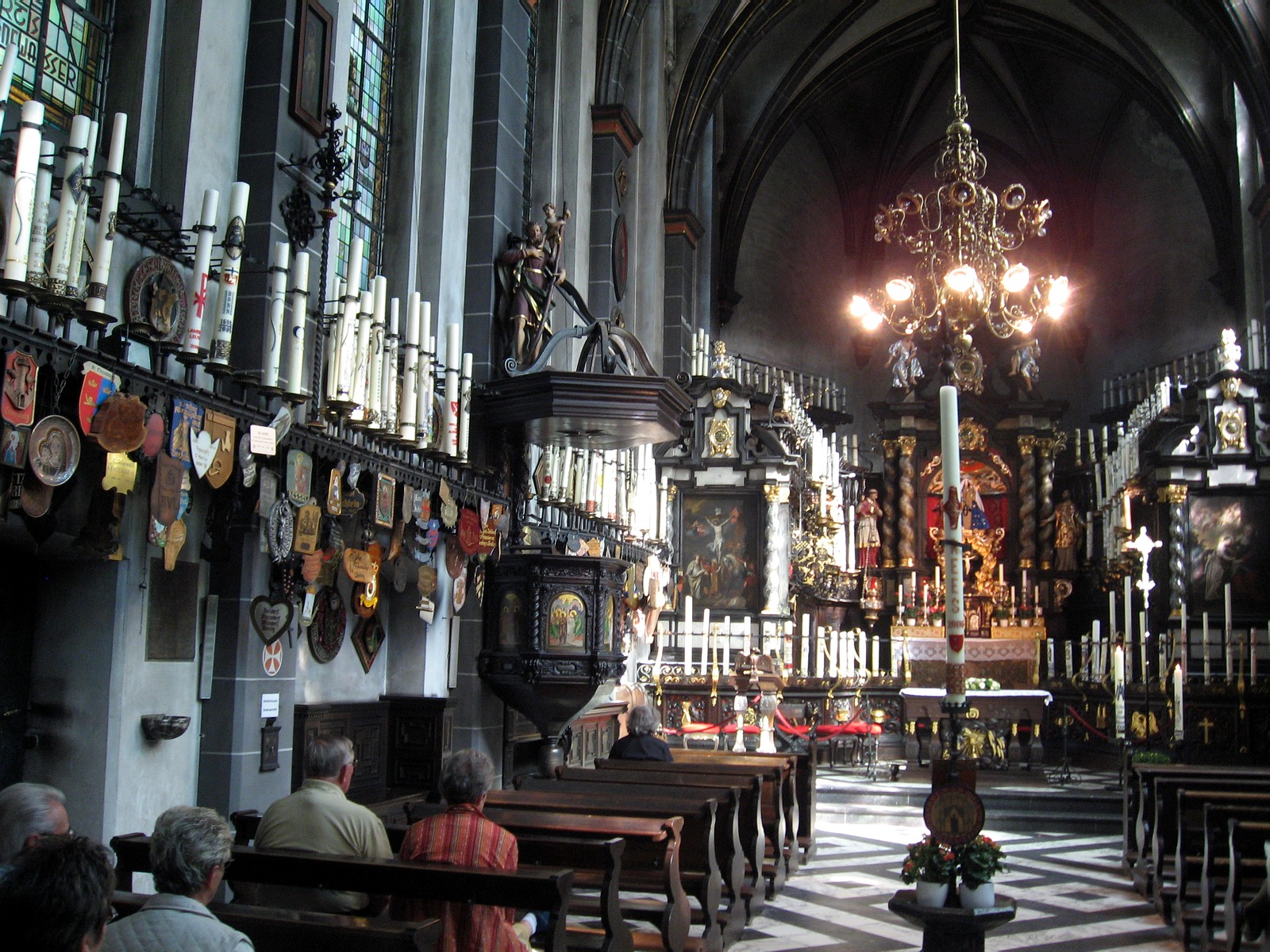
Kerzenkapelle

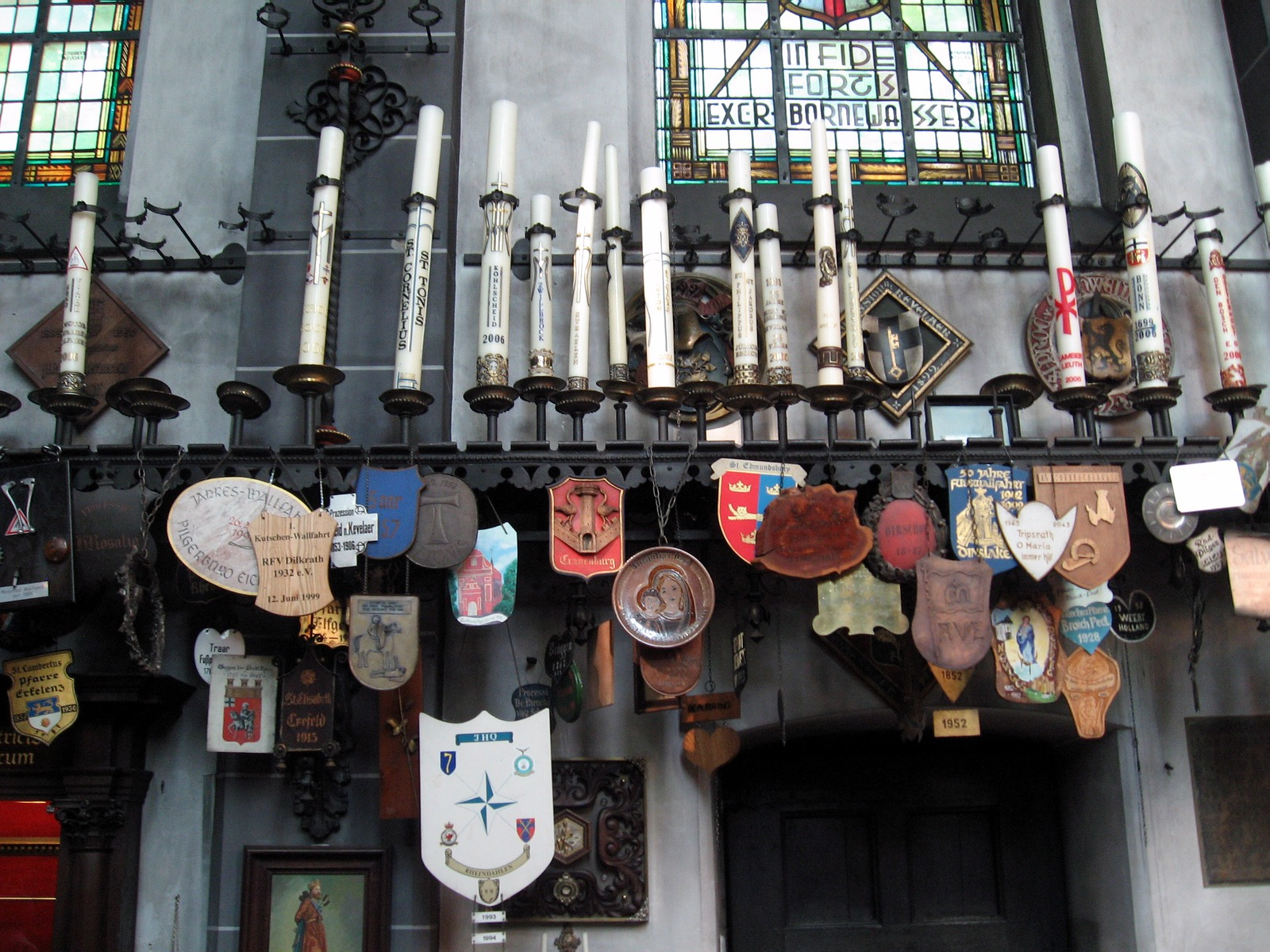
Kerzenkapelle, Detail

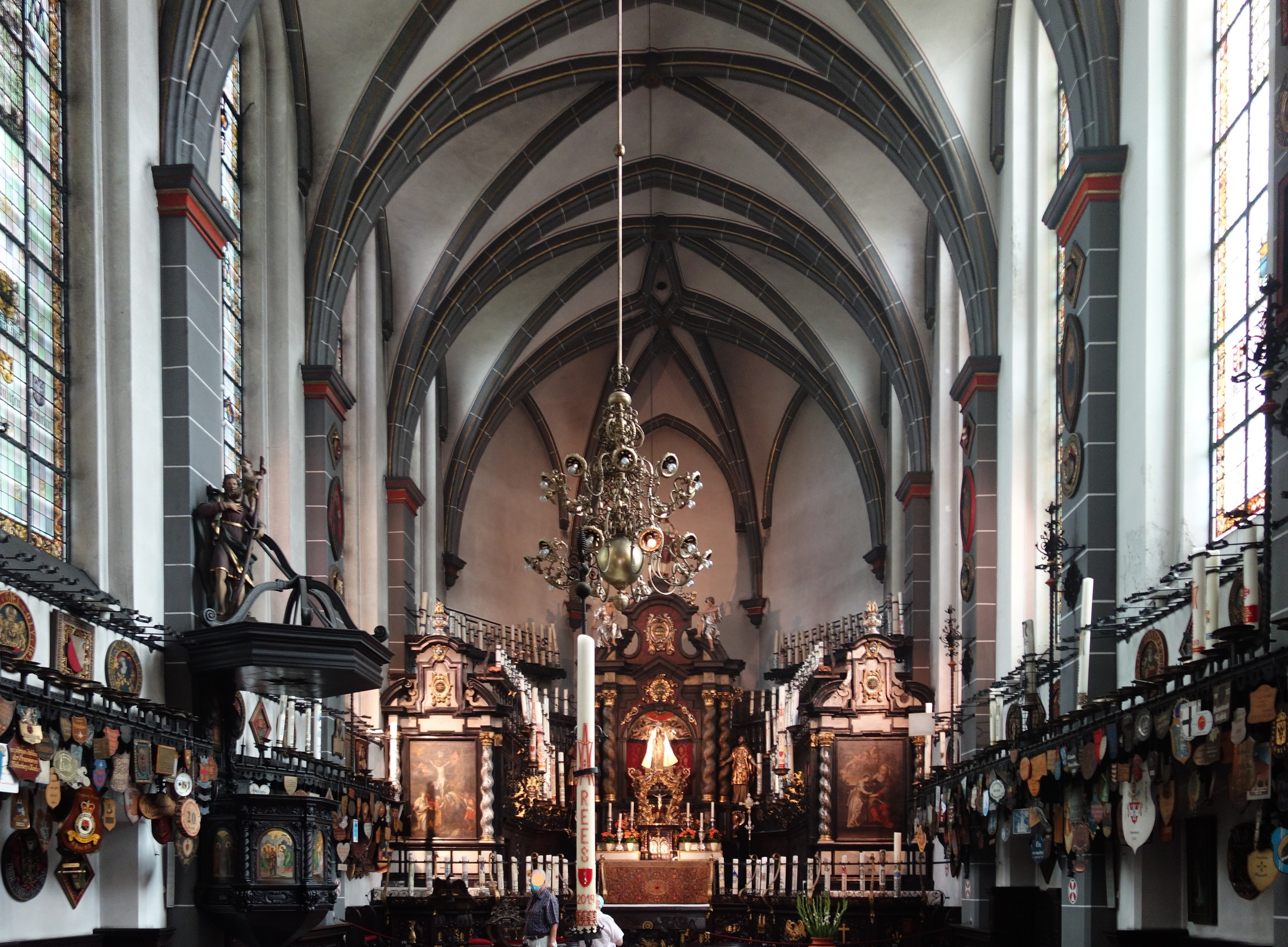
Altarraum der Kerzenkapelle

Südlich neben der Gnadenkapelle befindet sich die Kerzenkapelle, die älteste Wallfahrtskirche der Stadt Kevelaer, die zwischen 1643 und 1645 errichtet wurde. Der Kirchenraum ist mehr als 30 Meter lang, etwa 10 Meter breit und 15 Meter hoch und ähnelt durch diesen Baustil einer schmalen Filialkirche. Der einschiffige Backsteinbau besitzt keinen Turm, sondern wurde mit einem Dachreiter ausgestattet. Später wurde der Kirche eine Sakristei angeschlossen. Schutzpatron der Kirche ist der Erzengel Michael. In der Kerzenkapelle sind eine Fülle großer, beschrifteter Wallfahrtskerzen mit den Wappen der Herkunftsorte beziehungsweise -Gemeinden aufgestellt, die die Wallfahrtstradition dokumentieren.

##### Orgel
In der Kerzenkapelle befindet sich eine zweimanualige Orgel, die 1990 von der ortsansässigen Orgelbaufirma Romanus Seifert & Sohn erbaut wurde. Sie befindet sich in einem älteren Orgelgehäuse aus dem Jahre 1843, das von dem Orgelbauer Wilhelm Rütter, ebenfalls aus Kevelaer, erbaut worden war. Die Disposition der heutigen Orgel lehnt sich an die Ursprungsdisposition von Rütter an. Das Instrument hat 24 Register. Die Trakturen sind mechanisch.
| I Oberwerk C–g3 |                   |     |
| 1.              | Bourdon           | 16' |
| 2.              | Praestant         | 8'  |
| 3.              | Flûte harmonique  | 8'  |
| 4.              | Viola di Gamba    | 8'  |
| 5.              | Principal         | 4'  |
| 6.              | Rohrflöte         | 4'  |
| 7.              | Oktave            | 2'  |
| 8.              | Cornett V (ab c0) | 8'  |
| 9.              | Mixtur IV         |     |
| 10.             | Trompete          | 8'  |
| 11.             | Clairon           | 4'  |
|                 | Tremulant         |     |

| II Unterwerk C–g3 |                 |        |
| 12.               | Bourdon         | 8'     |
| 13.               | Salicional      | 8'     |
| 14.               | Flauto traverso | 4'     |
| 15.               | Quinte          | 2 ⁄3'  |
| 16.               | Flauto          | 2'     |
| 17.               | Terz            | 1 3⁄5' |
| 18.               | Larigot         | 1 ⁄3'  |
| 19.               | Cromhorne       | 8'     |
|                   | Tremulant       |        |

| Pedal C–f1 |             |     |
| 20.        | Subbaß      | 16' |
| 21.        | Violoncello | 8'  |
| 22.        | Bourdon     | 8'  |
| 23.        | Oktave      | 4'  |
| 24.        | Posaune     | 16' |

- Koppeln: II/I, I/P

##### Glocken
Im Zuge der Sanierung des Glockenstuhls im Dachreiter der Kerzenkapelle wurden 2007 auch zwei neue Glocken angeschafft, die teilweise aus dem Material der Vorgängerglocken gegossen wurden. Die beiden Glocken wurden im November 2007 in der Glockengießerei der Benediktinerabtei Maria Laach gegossen.
| Nr. | Name    | Gussjahr | Gießer                  | Gewicht (kg) | Nominal | Inschrift |
| --- | ------- | -------- | ----------------------- | ------------ | ------- | --- |
| 1   | Michael | 2007     | Laacher Glockengießerei | 175          | e 2     | ARCHANGELE PEREGRINOS ET KEVELAERIENSES CUSTODI AD MORTEM VOCATES DEO REPRAESENTA. (Erzengel, die Pilger und Kevelaerer bewache, die zum Tod Gerufenen stelle Gott vor.) |
| 2   | Josef   | 2007     | Laacher Glockengießerei | 105          | g 2     | (Helfer und Beschützer der seligen Jungfrau Maria sei auch uns Helfer und Beschützer.)                                                                                   |

#### Beichtkapelle

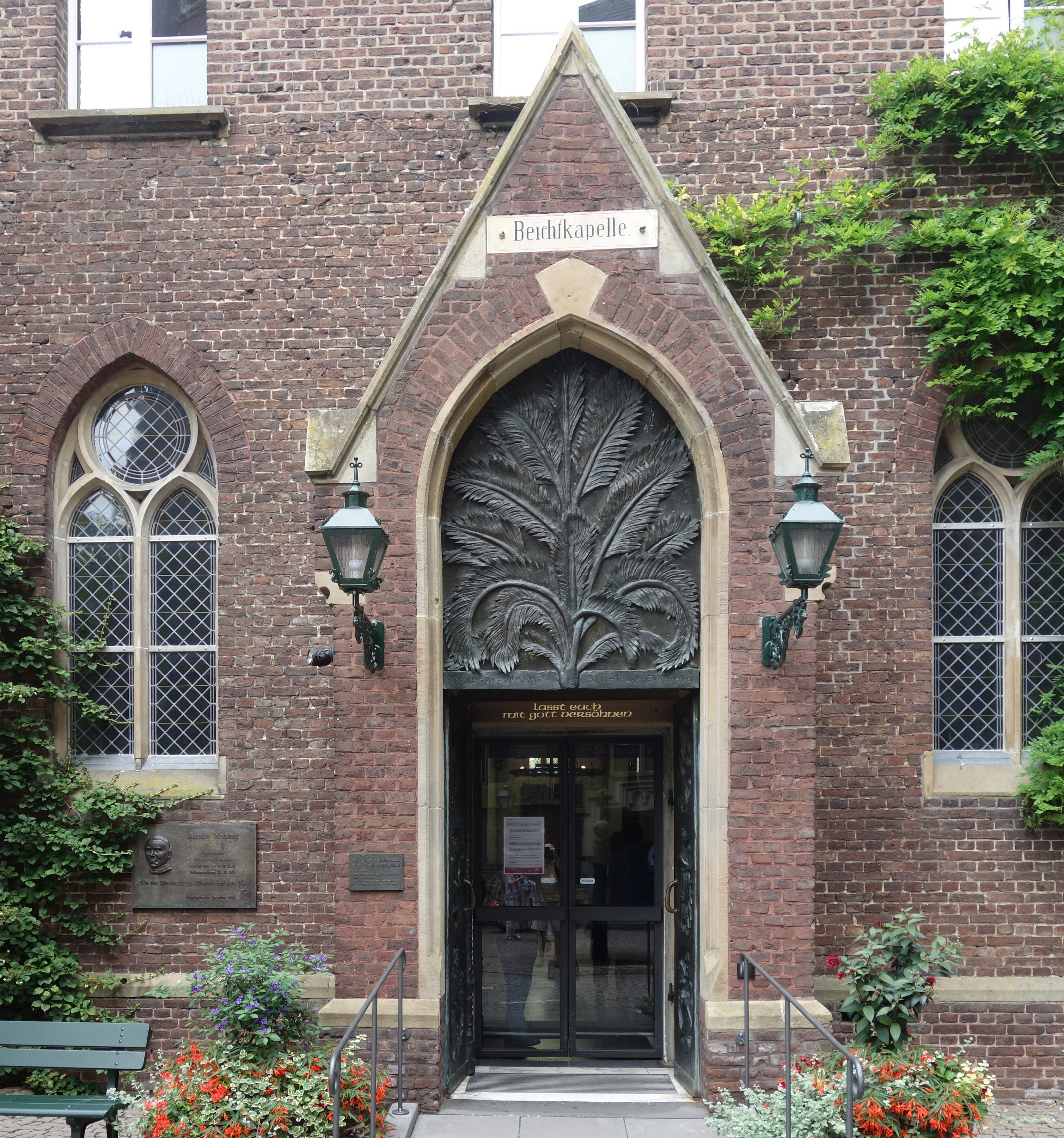
Beichtkapelle

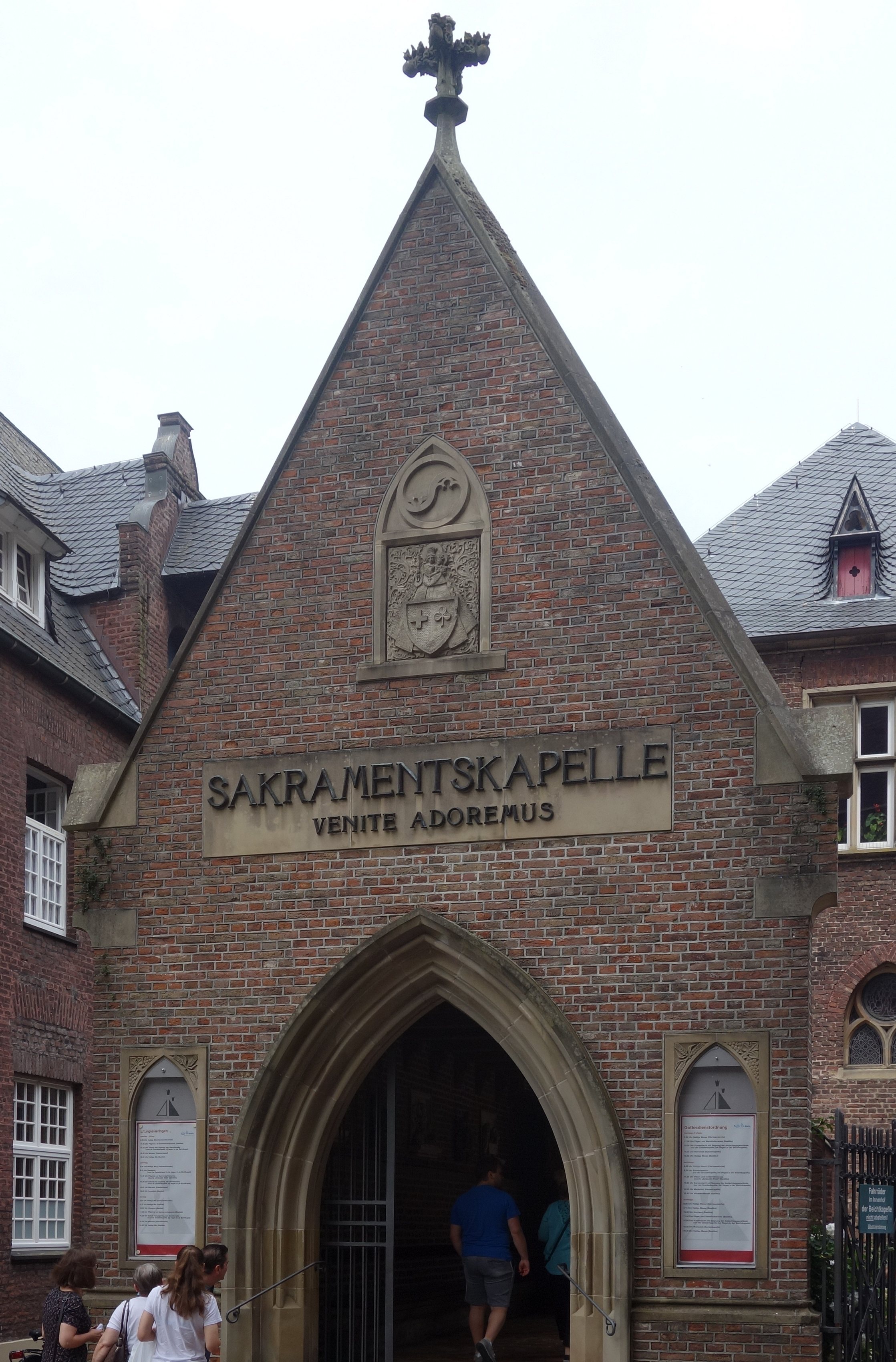
Sakramentskapelle

Im Jahre 1857 wurde mit den Bauarbeiten der Beichtkapelle begonnen, die schon ein Jahr später abgeschlossen werden konnten. Heute befindet sich die Beichtkapelle direkt an der Marienbasilika. Von 1890 bis 1892 wurde die zweischiffige Beichtkapelle an der nördlichen Langseite erweitert, wodurch weiterer Platz für Beichtstühle geschaffen wurde. 1987 wurde ein Teil der alten Beichtkapelle für die Marienbasilika abgetrennt und zum heutigen so genannten Klostergang umfunktioniert, der zu mehreren Beichträumen führt. Der Erweiterungsbau von 1892 dient heute als eigentliche Beichtkapelle.

#### Sonstige

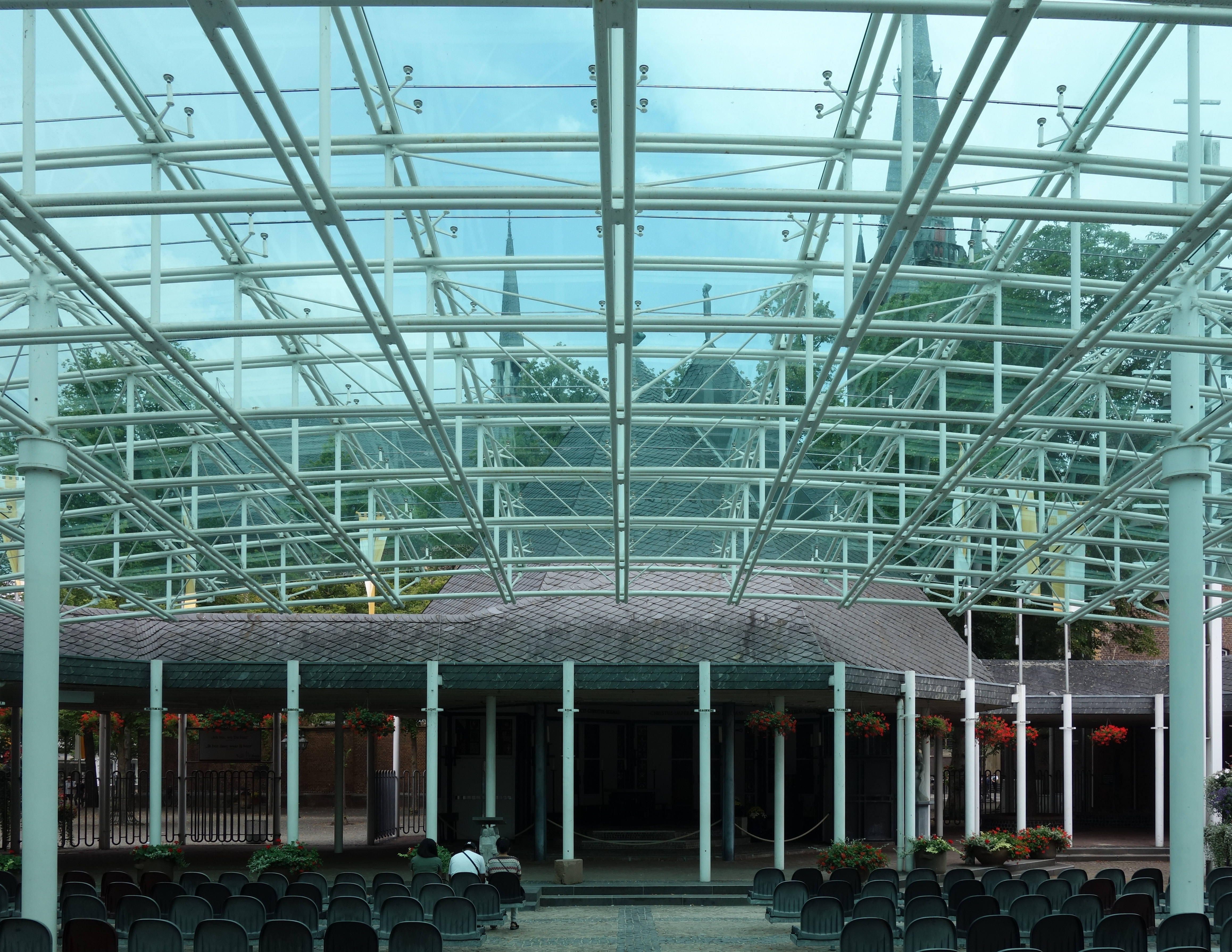
Forum Pax Christi

Die heutige Sakramentskapelle wurde 1860 erbaut und diente damals als Beichtkapelle der niederländischen Pilger. In den 1880er Jahren wurde die Paradiesvorhalle an die Sakramentskapelle angebaut, die Ende des Zweiten Weltkrieges zerstört wurde. 1890 wurde der Innenraum um ein weiteres, drittes Schiff erweitert. Ab 1975 wurde die damalige Beichtkapelle zur Sakramentskapelle umfunktioniert.

Im Forum Pax Christi, das sich zwischen der Kerzenkapelle und dem Niederrheinischen Museum Kevelaer befindet, findet unter anderem der jährliche Krippenmarkt statt. Im Jahre 1948 erlebte Kevelaer den ersten internationalen Pax-Christi-Kongress. Aus diesem Anlass wurde die 1982 neu errichtete offene Kapelle des Pilgerzentrums Pax-Christi-Kapelle genannt. Im Jahre 1999 wurde der Vorplatz der Kapelle mit einem Glasdach überdacht; der Gesamtkomplex trägt seither den Namen Forum Pax Christi.

Orthodoxe Johanneskapelle Kevelaer, Apsis und Ikonostase

Die Orthodoxe Johanneskapelle wurde im Jahre 1992 erbaut und ist eine Kapelle für orthodoxe Christen. Die liturgischen Feiern dürfen nur von den autokephalen orthodoxen Kirchen durchgeführt werden.
Das heutige Priesterhaus wurde von 1647 bis 1650 errichtet und war damals noch ein Kloster der Oratorianerpatres. Zwischen 1664 und 1802 war das Kloster immer durch einen Oratorianerpater besetzt. 1802 wurde der Orden durch die Säkularisierungsbemühungen der Franzosen aufgehoben und das Kloster geschlossen.
Weitere kirchliche Bauwerke von größerer Bedeutung sind das Klarissenkloster, das Provinzialmutterhaus der Vorsehungsschwestern (inzwischen geschlossen), das Exerzitienhaus der Clemensschwestern (inzwischen geschlossen) und die St.-Antonius-Kirche. Daneben bestehen noch zahlreiche weitere Kirchen in den einzelnen Gemeinden und der verschiedenen Konfessionen.

### Gesamtverzeichnis der Denkmäler
Siehe unter: Liste der Baudenkmäler in Kevelaer und Liste der Bodendenkmäler in Kevelaer

### Regelmäßige Veranstaltungen
Jährlich am Ostermontag findet in Kevelaer der philatelistische Grenzlandtauschtag statt. Zu diesem Ereignis treffen sich über 200 Briefmarken- und Ansichtskartensammler im Konzert- und Bühnenhaus. Die Kevelaerer Wallfahrt beginnt jedes Jahr am 1. Mai mit der Öffnung des Pilgerportals der Marienbasilika und endet mit der Schließung am 1. November. In Verbindung mit der Wallfahrt findet alljährlich am dritten Wochenende im Juli die Motorrad-Wallfahrt, am zweiten Wochenende im August die Tamilen-Wallfahrt (christlichen und hinduistischen Glaubens) und am Wochenende vor dem 11. November die Karnevalistenwallfahrt statt. Die Tamilen-Wallfahrt ist mit rund 10.000 Pilgern die bei weitem größte der Wallfahrten nach Kevelaer.
Im Sommer 2005 hat erstmals im Zusammenhang mit dem Weltjugendtag der Katholischen Kirche ein Jugendforum mit über 1000 Teilnehmern stattgefunden, das auch für die kommenden Jahre geplant ist.
Weiter wird immer im Advent im Forum Pax Christi der Kevelaerer Krippenmarkt ausgerichtet. Daneben finden noch die Kevelaerer Oldtimer-Ausfahrt und das Kevelaerer Heißluft-Ballon-Festival sowie diverse Volksfeste statt.
Am 29. August 2009 sind mehr als 10.000 Messdiener aus den sieben norddeutschen Diözesen nach Kevelaer gepilgert. Die Aktion stand unter dem Motto „Ich glaub an dich“.

### Käwels Platt

#### Herkunft und Aussprachebesonderheiten
Die in Kevelaer und in den umliegenden Ortschaften in Varianten gesprochene Mundart basiert auf den Niederfränkischen Sprachen, die zur Zeit der frühmittelalterlichen Expansion der Franken am Niederrhein gesprochen wurden – wenngleich die damaligen Sprachen so unterschiedlich zu den heutigen Mundarten waren, dass jeweilige Sprecher sich heute nicht verstehen würden.  Käwels Platt weist im Tonfall und Gebrauch Ähnlichkeiten mit dem Klever Platt, aber auch mit den Mundarten des nahen niederländischen Grenzraumes auf. Es gehört zum Kleverländischen. 
Obwohl Platt in Vereinen und Mundartzirkeln gepflegt wird, geht die Zahl der Mundartsprecher insbesondere unter jüngeren Menschen ständig zurück. Immer häufiger wird eine Niederrheinisches Deutsch genannte Umgangssprache gesprochen – von Wissenschaftlern Regiolekt genannt.

#### Kevelaerer Heimatlied

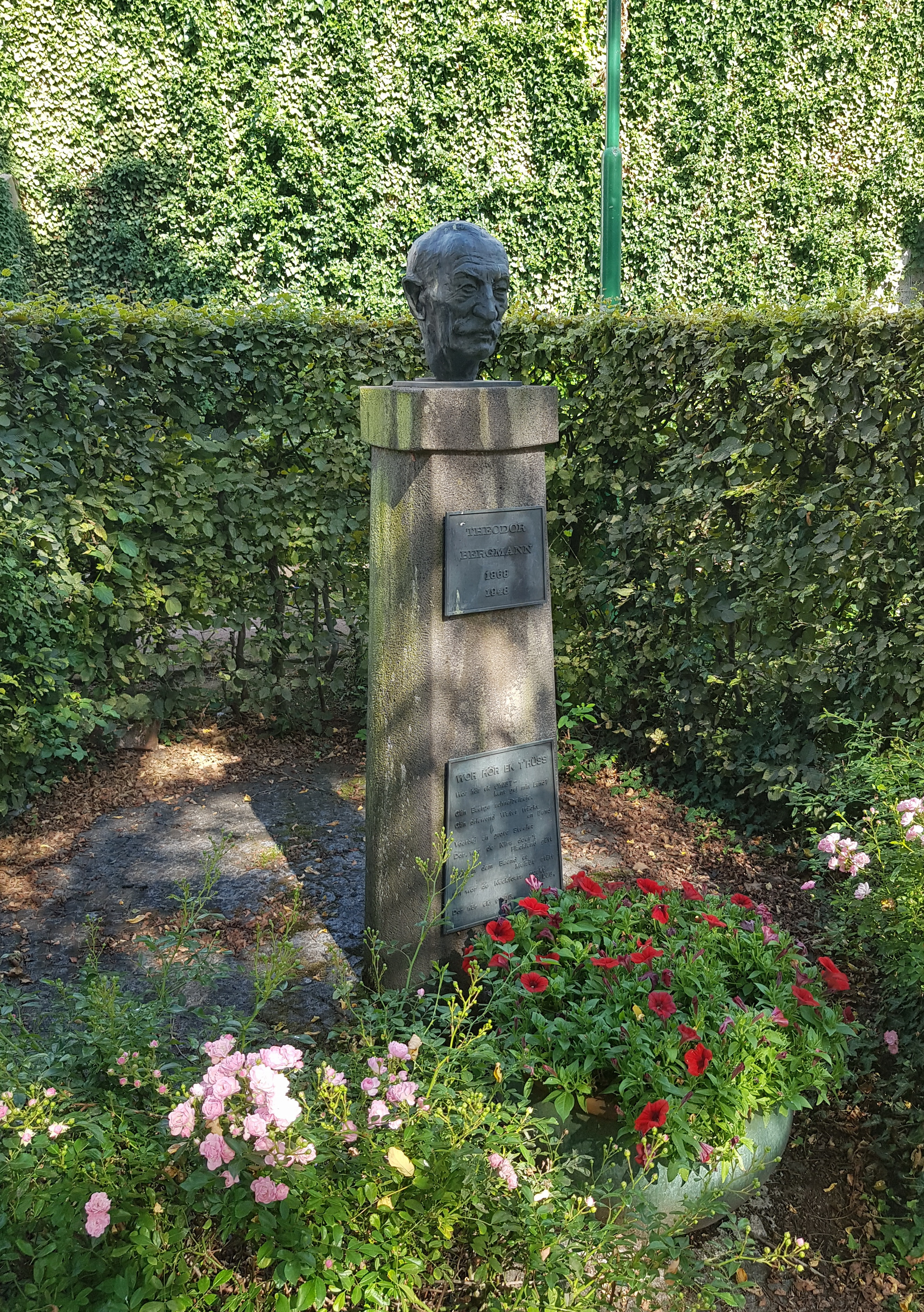
Theodor-Bergmann-Denkmal

Das Kevelaerer Heimatlied Wor hör ek t’hüß?, geschrieben von Theodor Bergmann (* 29. Dezember 1868, † 17. Mai 1948).
| I. Wor hör ek t'hüß? - kent gej min Land? Gän Baerge schnejbelaeje, Gän driewend Waater träkt en Band Voerbej an groote Staeje: Dor, wo de Nirs doer't Flackland geht, Wor in den Baend et Maisüt steht, On wor de Keckfoars quakt in't Lüß, {{!}}: Dor hör ek t'hüß. :\| II. Wor op de Hej de Loewrek sengt, Den Haas sprengt doer de Schmeele, Wor ons de ricke Sägen brengt De Aerbejshand voll Schweele, Wor in et Koarn de Klappros drömt, Van Fäld on Weije rond ömsömt, So frindlek röst et Burenhüß, {{!}}: Dor hör ek t'hüß. :\| | III. Wor gärn de Lüj en oapen Hand, in Not de Noaber reike, Voer Gott on Kerk on Vaderland Noch faas ston, as de Eike, Wor män'ge Drömer, män'ge Sock, So gut es, as den andern ok, Wor sälde Strit on groot Gedrüß, {{!}}: Dor hör ek t'hüß. :\| IV. Pries gej ow Land mar allemoal, In Nord, Ost, Süd on Weste, Ok män'ge groote Noet es hoel - Min Laendche es et beste! Hier stond min Wieg, hier lüjt mej ok, So Gott well, eins de Dojeklok Dann schrieft mej op et steene Krüß: {{!}}: Hier hört haen t'hüß! :\| |

#### Kevelaerer Blatt
Das Kevelaerer Blatt, genannt "Kävels Bläche" ist ein seit 1879 in Kevelaer erscheinendes Wochenblatt, das sich auch der heimischen Mundart widmet. Es ist eine der ältesten noch erscheinenden Wochenzeitungen Deutschlands und die älteste lokale Zeitung am Niederrhein.

## Erholung und Kur

### Solegarten St. Jakob

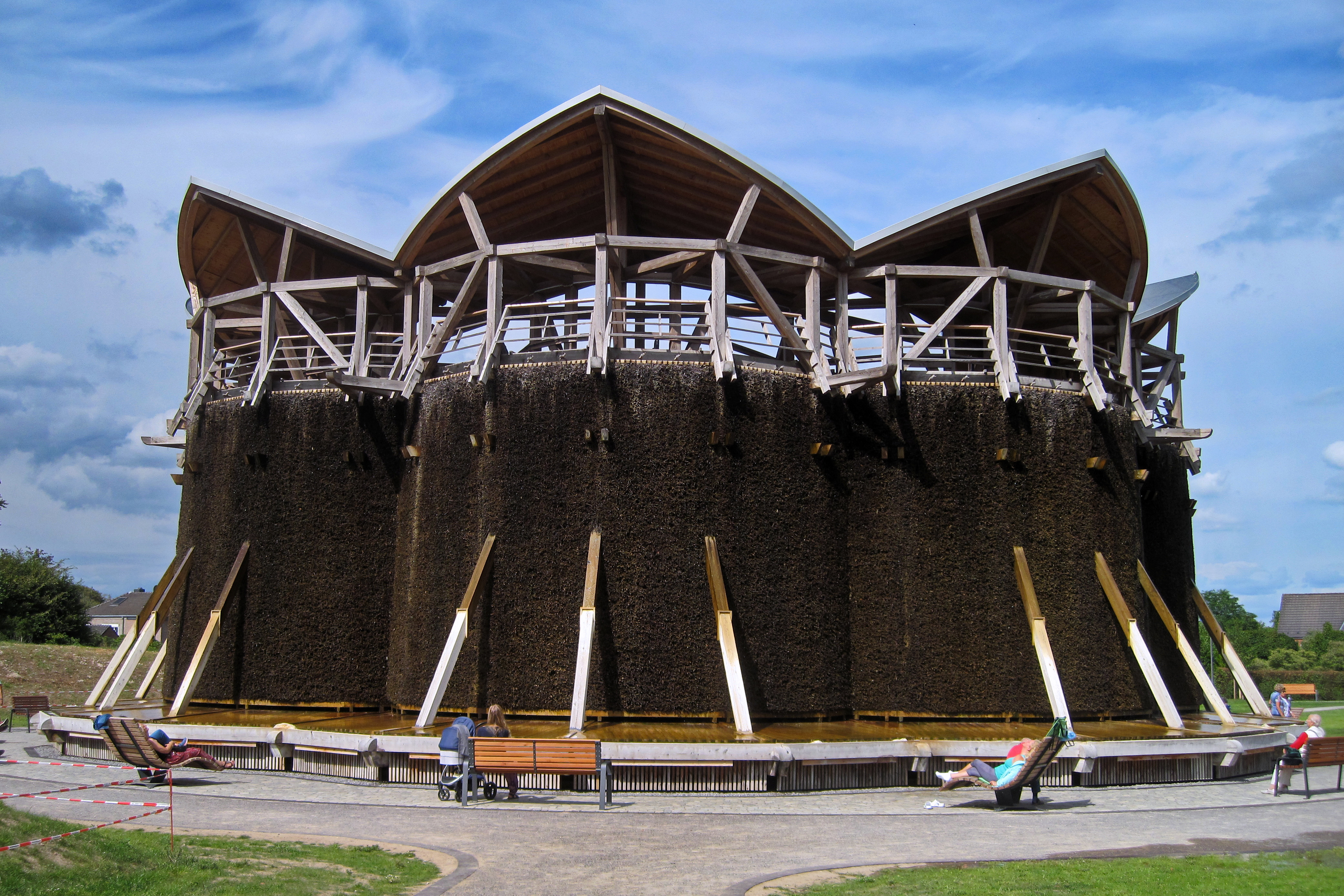
Gradierwerk

In Kevelaer gibt es eine unterirdische Solequelle auf der Hüls-Wiese. Entdeckt wurde der Bodenschatz Anfang der 1990er Jahre. Der „Entdecker“ war Josef Klostermann. Die Stadtwerke Kevelaer hatten den weit über den Niederrhein hinaus bekannten Geologen (Entdecker des Kervenheimer Wals) beauftragt, die Bohrung durchzuführen. Nach dem Spatenstich im März 2018 begann der Bau des Gradierwerks im Oktober 2018. Im Frühjahr 2019 wurde mit den Außenanlagen begonnen, und Mitte September 2020 wurde der Solegarten St. Jakob fertiggestellt. Ende 2023 wurde der Solegarten St. Jakob um das Inhalatorium ergänzt. Darin werden die Aerosole zu einem dichten Nebel verdüst, sodass sie noch tiefer in die Atemwege gelangen können.
Unter dem Motto „Gesund an Leib und Seele“ bietet der Solegarten St. Jakob zahlreiche gesundheitsfördernde Aktivitäten an. Neben dem Gradierwerk wird auch die Heilquelle als „Quelle der Gesundheit“ erlebbar gemacht. Der „Kneipp“-Park greift die Gesundheitslehre von Sebastian Kneipp auf: Wasser, Bewegung, Lebensordnung, Ernährung und Heilpflanzen. Ein Parcours aus Aktivgeräten, ein Boule- und Beachvolleyball-Platz und ein Atemweg runden das Angebot ab. Ernährung und Heilpflanzen spielen im Kräuter- und Bibelgarten eine Rolle. Auf einem Barfußpfad können die Sinne geschärft werden.
Bereits über die Grenzen Kevelaers hinaus bekannt sind die Gesundheitsangebote im Solegarten St. Jakob. Vitalprogramme, Atempause und Co. bieten eine Vielzahl an Sport-, Achtsamkeits- und Schnupperangeboten für alle Altersklassen. Diese Angebote werden jahreszeitlich angepasst und kontinuierlich ausgebaut. Dabei stehen Gesundheit und Entspannung im Vordergrund, ganz nach dem Motto „Gesund an Leib und Seele“. Von A wie „Atemtraining“ bis Z wie „Zur Ruhe kommen“ beinhalten die Angebote alles, was Körper und Geist bereichert.

### Freizeit- und Sportanlagen
Kevelaer verfügt über eine Vielzahl von Freizeit- und Sportanlagen. So bestehen in der Stadt Kevelaer ein Hallenbad und ein Freibad, Park- und Wiesenanlagen, Rasensportplätze, Fußballplätze, ein Leichtathletikplatz und Tennisanlagen. Die Gemeinden von Kevelaer verfügen daneben über Minigolfanlagen, Reithallen, Anlagen für Westernreiten, Tennis- und Squashhallen.
Ab Kevelaer ist der z. T. unmittelbar am rechten Niersufer gelegene Nierswanderweg ausgeschildert, der über Schloss Wissen und Weeze bis Goch führt. Auch die Niers selbst kann mit Paddeltouren befahren werden.
Durch die ländliche Lage und die ausgedehnten Wälder und Heiden können ausgeschilderte Radrouten befahren und Trimm-dich-Pfade und Lehrpfade in den Wäldern abgelaufen werden. An der Schravelschen Heide befindet sich eine Jugendherberge und nördlich davon ein Ferienpark. Dort in der Kervendonker Landschaft führt ein Teilabschnitt des Jakobspilgerweges (Rhein-Maas) von Weeze-Wissen nach Kevelaer, vorbei an einer großen Reithalle und entlang der nahe gelegenen Niers. Auf der Niers können Paddelboottouren unternommen werden. In der Bauerschaft Kervendonk befindet sich ein einstmals bekanntes Gestüt. Bereits 1846 begann auf dem Vogelsangshof die Warmblutzucht, die bis in die 2010er-Jahre weiterhin die Trakehner- und die Rheinische Pferdezucht prägte. In Twisteden liegt der Traberpark Den Heyberg und das 1999 aus einem Maislabyrinth hervorgegangene Irrland, ein Freizeitpark mit einer Fläche von über 300.000 m² und jährlich etwa einer Million Besuchern.
Die wichtigsten Bestandteile des Kevelaerer Brauchtums sind der Karneval, die Osterfeuer, die Schützenfeste, die Kirmesfeste und die St.-Martins-Umzüge in den einzelnen Gemeinden.

## Wirtschaft und Infrastruktur

### Wirtschaft
Wirtschaftlich ist Kevelaer in seinem Stadtgebiet sehr von der Wallfahrt geprägt, konnte aber seine wirtschaftliche Unabhängigkeit von dieser in den letzten Jahren weiter ausbauen. Kevelaer ist in erster Linie eine Stadt des Kunsthandwerks. Glasmaler, Gold- und Silberschmiede, Krippen- und Orgelbauer, Bronzegießer, Buchbindereien, Fahnensticker, sowie Verlage, Druckereien und Hersteller von Devotionalien sind in Kevelaer ansässig. Die einzelnen Kunsthandwerker sind überregional bekannt und Devotionalien werden weltweit von Kevelaer aus verkauft.
Aufgrund des Pilgeraufkommens sind neben den Kunsthandwerken vor allem auch Gaststätten, Hotelbetriebe und Pensionen in Kevelaer beheimatet.
1988 wurde eine Wirtschaftsförderungsgesellschaft gegründet.

### Verkehr

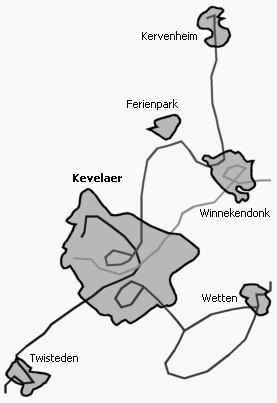
Routen der vier Bürgerbuslinien

Der Bahnhof Kevelaer liegt an der Linksniederrheinischen Eisenbahnstrecke, auf der montags bis freitags halbstündlich und am Wochenende stündlich der „Niers-Express“ (RE 10) von Kleve über Krefeld nach Düsseldorf verkehrt. Die Strecke ist ab Krefeld in Richtung Kleve nicht elektrifiziert und ab Geldern eingleisig. Durchgeführt wird der Schienenpersonennahverkehr von der RheinRuhrBahn (RRB), welche Dieseltriebwagen vom Typ LINT 41 in Einzel- bis Dreifachtraktion einsetzt.
| Linie | Verlauf | Takt                                             |
| ----- | --- | ------------------------------------------------ |
| RE 10 | Niers-Express: Kleve – Bedburg-Hau – Goch – Weeze – Kevelaer – Geldern – Nieukerk – Aldekerk – Kempen (Niederrhein) – Krefeld Hbf – Krefeld-Oppum – Meerbusch-Osterath – Düsseldorf-Bilk – Düsseldorf Hbf Stand: Fahrplanwechsel Dezember 2023 | 30 min (werktags) 60 min (Wochenenden/Feiertage) |

Innerhalb des Stadtgebiets und in die angrenzenden Kommunen fahren eine Reihe von Omnibuslinien. Betreiber sind die Stadtwerke Kevelaer. Seit 1996 besteht eine Bürgerbus-Verbindung zwischen der Innenstadt und dem Stadtteil Twisteden. Aufgrund der positiven Erfahrungen wurde das Bürgerbus-System 1999 auf die übrigen drei Stadtteile Kervenheim, Wetten und Winnekendonk ausgeweitet. Die vier eigenständigen Linien, die jeweils durch einen eigenen Verein betrieben werden, fahren gemeinsam das gesamte Stadtgebiet ab. Eine Möglichkeit, von einer in die drei anderen Ortschaften zu gelangen, besteht am Bahnhof, wo sich fast zeitgleich die jeweiligen Linien treffen. Die Winnekendonker Bürgerbuslinie fährt zudem das im Kreis Wesel gelegene Sonsbeck an. Vom Bahnhof aus bestehen zusätzlich Verbindungen mit dem Anrufsammeltaxi bzw. Rufbus zum weniger als 10 km entfernten Flughafen Niederrhein.
Kevelaer ist über die Bundesstraße 9 an die Bundesautobahn 57 (E 31) angebunden. Über die im Bau befindliche OW1 soll hier eine weiter verbesserte Anbindung erreicht werden.
Die nächstgelegenen Flughäfen sind der Flughafen Niederrhein und der Flughafen Düsseldorf.

### Bildungseinrichtungen
Die Stadt Kevelaer verfügt über sieben Grundschulen, von denen sich drei in Kevelaer und jeweils eine in den vier Ortschaften befinden. Ebenso finden sich in Kevelaer drei weiterführende Schulen: die Gemeinschaftshauptschule Kevelaer (zusammengelegt aus der Theodor-Heuss- und der Edith-Stein-Hauptschule), die Städtische Gesamtschule Kevelaer und das Kardinal-von-Galen-Gymnasium, die sich in einem Schulzentrum befinden. Daneben existieren noch das Förderzentrum an der Bieg (Förderschule mit den Förderschwerpunkten Lernen und Sprache) und die Virginia-Satir-Schule (Förderschule mit dem Förderschwerpunkt Emotionale und Soziale Entwicklung) des Kreises Kleve.

### Kinder- und Jugendeinrichtungen
Die Stadt Kevelaer mit ihren vier Ortsteilen verfügt über 13 Kindergärten. Als Jugendeinrichtungen bestehen in Kevelaer das 1985 gegründete städtische Jugendheim „Kompass“, eine öffentliche Einrichtung für Kinder und Jugendliche ab sechs Jahren. In der Innenstadt gibt es auch noch weitere Jugendtreffs. Die vier Ortschaften besitzen zudem jeweils einen eigenen so genannten Jugendraum. Seit 1999 besteht der städtische „Mittagstreff nach Schulschluss“. Dort werden Kinder und Jugendliche zwischen zehn und 16 Jahren nachschulisch betreut. Aufgrund der hohen Nachfrage wurden im Jahre 2004 die Bauarbeiten für ein neues Gebäude begonnen, das sich direkt am Rand des städtischen Schulkomplexes befindet. Im Juli 2005 wurden die Baumaßnahmen abgeschlossen und das Gebäude bezogen.
In den zahlreichen Vereinen wird auch eine intensive Jugendarbeit betrieben.

### Heilquelle
Die an der Twistedener Straße gelegene Thermalquelle wurde am 27. Oktober 2006 als Heilquelle mit dem Namen Therme Kevelaer anerkannt.

## Persönlichkeiten

### Ehrenbürger
Personen, denen die Ehrenbürgerrechte der Gemeinde/Stadt Kevelaer verliehen wurden:
- Hansgerd Kronenberg (* 1935), CDU-Politiker und von 1969 bis 2020 Ortsvorsteher von Winnekendonk[48]
- Helmut Esters (1935–2017), SPD-Politiker und ehemaliges Mitglied des Deutschen Bundestages
- Prälat Richard Schulte-Staade (1932–2020), ehemaliger Rektor der Kevelaerer Wallfahrt und ehemaliger Pfarrer der Kirchengemeinde St. Marien
- Bischof Heinrich Maria Janssen (1907–1988), Bistum Hildesheim 1
- Schwester Hermenegildis (1901–1976), Clemensschwester und ehemalige Leiterin des Marienhospitals
- Adolf Hitler (1889–1945), Politiker  2

### Söhne und Töchter der Stadt
- Augustín Van Aaken (1914–1990), römisch-katholischer Bischof in Paraguay
- Jochen van Aerssen (1941–1992), CDU-Politiker
- Marcel Bergmann (* 1964), Sportredakteur und Autor
- Theodor Bergmann (1868–1948), Politiker (Zentrum)
- Eugen Arns (1895–1966), Pilot
- Edmund Bercker (1937–2024), Verleger
- Julius Busch (1838–1912), Architekt
- Hans-Josef Holtappels (* 1938), Pädagoge und Kommunalpolitiker
- Theo Dingermann (* 1948), Pharmazeut
- Katrin Eckermann (* 1990), Springreiterin
- Harald Ehren (* 1966), Journalist
- Klaus van Eickels (* 1963), Mittelalterhistoriker
- Georg Essen (* 1961), Theologe
- Peter Eykmann (1941–2006), FDP-Politiker
- Hubert Feger (1938–2022), Psychologe
- Willi Girmes (1956–2024), Sänger und Entertainer
- Willy van Heekern (1898–1989), Fotograf
- Hubert Hönnekes (1880–1947), Mitglied des Deutschen Reichstages von 1930 bis 1933 (Zentrum)
- Anna Janßen (* 2001), Luftgewehrschützin
- Friedrich Janssen (* 1935), Theologe
- Heinrich Janssen (1932–2021), Weihbischof im Bistum Münster
- Hubert Janssen (1927–2025), Priester
- Michelle Kroppen (* 1996), Bogenschützin
- Sebastian Lenßen (* 1989), Mitglied bei der Let’s-Play-Gruppe PietSmiet
- Heinz Liesen (* 1941), Sportmediziner
- Peter Limbourg (1915–2015), Diplomat
- Heinrich Neuy (1911–2003), Maler, Architekt und Möbeldesigner
- Rosemarie Reul (1925–2002), Buchhändlerin
- Heinrich Schellen (1818–1884), Schuldirektor
- Bernadette Schoog (* 1958), Moderatorin
- Hildegard Wustmans (* 1963), Pastoraltheologin
- Christoph Schmitz (* 1965), Gewerkschafter und Journalist
- Peter Smits (* 1989), Gründer der Let’s-Play-Gruppe Pietsmiet
- Franz-Peter Tebartz-van Elst (* 1959), römisch-katholischer Bischof, ehemaliger Bischof von Limburg
- Lena Verheyen (* 1991), Volleyballspielerin
- Melanie Verheyen (* 1989), Volleyballspielerin
- Wilhelm Wehren (1914–1999), CDU-Politiker
- Karl Wilbers (* 1964), Wirtschaftspädagoge

### Mit Kevelaer verbundene Persönlichkeiten
- Elisabeth von Droste zu Hülshoff (1845–1912), Schriftstellerin, lebte und starb in Kevelaer
- Franz Wilhelm van den Wyenbergh (1854–1932), Goldschmied
- Antonio Gobbo (1857–1907), Mosaizist
- Heinrich Schröer (1875–1951), Buchhändler
- Karl Wenzel (1887–1947), Maler
- Heinrich Maria Janssen (1907–1988), Bischof von Hildesheim; wirkte als Pfarrer in Kevelaer
- Heribert Reul (1911–2008), Maler und Graphiker
- Michael Pelikan (1927–1981), Kunsterzieher
- Lukas Ruegenberg (* 1928), Bilderbuchillustrator, Sozialarbeiter und Benediktinermönch
- Josef Lohmann (1932–2018), Chordirektor
- Richard Schulte Staade (1932–2020), Wallfahrtsrektor 1975–2006
- Helmut Esters (1935–2017), Politiker (SPD)
- Horst Gecks (* 1942), Fußballspieler
- Tina Theune (* 1953), ehemalige Trainerin der deutschen Fußballnationalmannschaft der Frauen
- Clementia Killewald (1954–2016), Äbtissin der Benediktinerinnen Abtei St. Hildegard (Rüdesheim am Rhein)
- Wolfgang Seifen (* 1956), Organist an der Marienbasilika von 1983 bis 2000
- Paul Wans (* 1957), Maler, Künstler und Kunstpädagoge
- Markus Meurer (* 1959), Outsider-Art-Künstler
- Ditmar Schädel (* 1960), Fotograf, Fotopädagoge, Hochschullehrer und Autor
- Norbert Killewald (* 1961), Politiker (SPD)
- Elmar Lehnen (* 1965), Organist an der Marienbasilika
- Marcel Feige (* 1971), Schriftsteller
- Bastian Rütten (* 1980), Theologe
- Denis Hartwig (* 1989), Gründer des Youtube-Kanals Der Hardi, ehemaliges Mitglied bei der Let's Play-Gruppe PietSmiet